# 화산

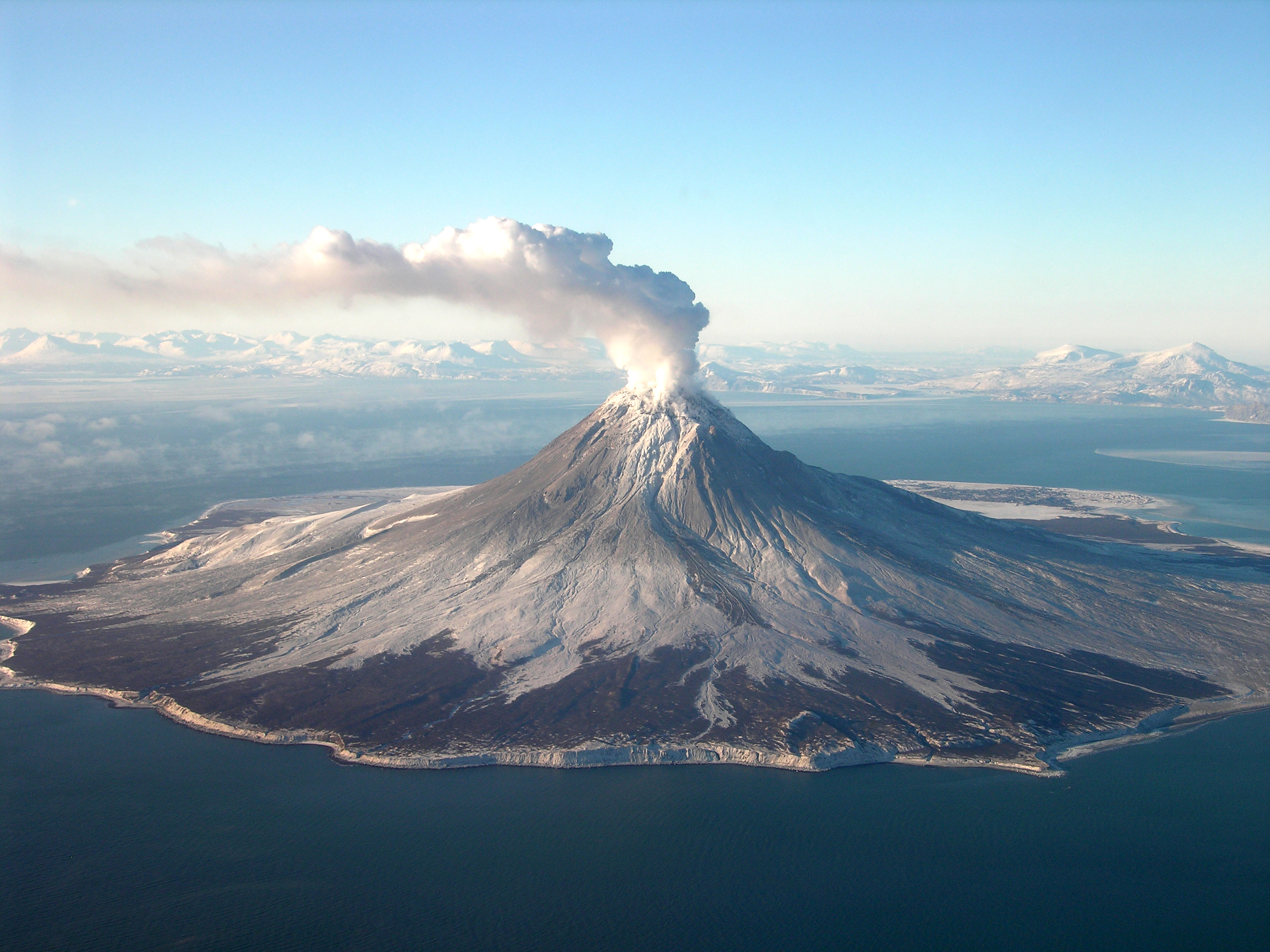
2006년 1월 24일 분화 중인 어거스틴 화산 (알래스카)

화산(火山, 영어: volcano)은 일반적으로 지각의 행성 표면이나 틈을 의미하며, 지구와 같은 행성에서 지하 마그마굄에서 뜨거운 용암, 화산재, 화산 가스가 분출될 수 있다.
지구의 화산은 판이 발산하거나 수렴하는 곳에서 가장 흔하게 발견된다. 지구의 대부분의 판 경계는 수중이기 때문에 대부분의 화산은 수중에 있다. 예를 들어, 대서양 중앙 해령과 같은 해령에는 발산하는 판으로 인한 화산이 있는 반면, 태평양 불의 고리에는 수렴하는 판으로 인한 화산이 있다. 발산하는 판 활동으로 인한 화산은 일반적으로 폭발적이지 않은 반면, 수렴하는 판 활동으로 인한 화산은 격렬한 분화를 유발한다. 화산은 동아프리카 지구대, 웰스 그레이-클리어워터 화산 지역, 북미의 리오 그란데 지구대와 같이 지각 판이 확장되고 얇아지는 곳에서도 형성될 수 있다. 판 경계에서 떨어진 화산 활동은 지구 깊숙한 곳 핵과 맨틀의 경계에서 3,000 킬로미터 (1,900 mi) 올라오는 맨틀 플룸이라는 투과암체에서 비롯될 가능성이 높다. 그 결과 열점이나 판내부 화산활동이 발생하며, 여기서 플룸은 지각을 얇게 만들고 판의 지속적인 이동으로 인해 하와이 열점의 사례와 같은 화산섬 사슬을 형성할 수 있다. 두 개의 판이 서로 옆으로 미끄러지는 변환 단층 경계에서는 일반적으로 화산이 생성되지 않는다.
화산은 분화 또는 화산 활동의 빈도에 따라 활화산 또는 사화산이라고 한다. 활화산은 화산 활동의 역사가 있으며 다시 분화할 가능성이 있는 반면, 사화산은 마그마 공급원이 없어 전혀 분화할 수 없다. 휴면 화산은 오랜 기간 동안 분화하지 않았지만(일반적으로 약 12,000년 전 홀로세 시작 이후) 다시 분화할 수 있다. 이러한 범주는 완전히 균일하지 않으며, 특정 사례에서는 겹칠 수 있다.
대규모 분화는 화산재와 황산 방울이 태양을 가리고 지구의 대류권을 냉각시켜 대기 온도에 영향을 미칠 수 있다. 역사적으로 대규모 화산 분화는 화산 겨울이 뒤따랐으며, 이는 치명적인 기근을 초래했다.
지구 외 다른 행성에도 화산이 있는데, 예컨대 금성에는 화산이 매우 많다. 화성에는 상당한 화산이 있다. 2009년에 '화산'이라는 단어에 대한 새로운 정의를 제안하는 논문이 발표되었는데, 여기에는 저온 화산 활동과 같은 과정이 포함된다. 이 논문은 화산을 '행성 또는 위성의 표면에서 마그마(해당 천체에 대해 정의된) 및 마그마 가스가 분출되는 열린 구멍'으로 정의해야 한다고 제안했다.
이 문서는 주로 지구의 화산에 대해 다룬다.

## 어원 및 용어
영단어 'volcano'는 17세기 초 이탈리아어 'vulcano'에서 유래한 것이다. 이는 이탈리아 아이올리아 제도에 있는 화산섬의 이름으로, 그 이름은 차례로 라틴어 'volcānus' 또는 'vulcānus'에서 유래했으며, 이는 로마 신화의 불의 신인 불카누스를 의미한다. 화산 활동과 관련된 과정 및 현상을 총칭하여 화산 활동이라고 한다 (19세기 초, volcano + -ism에서 유래). 화산 활동 및 화산에 대한 연구를 화산학이라고 하며 (19세기 중반, volcano + -logy에서 유래), 때로는 vulcanology라고도 한다.

## 판 구조론
판 구조론에 따르면 지구의 단단한 외피인 암석권은 16개의 큰 판과 여러 개의 작은 판으로 나뉘어 있다. 이 판들은 그 아래의 유연한 맨틀의 대류로 인해 느린 속도로 끊임없이 움직이며, 지구의 대부분의 화산 활동은 판이 수렴(암석권이 파괴되는)하거나 발산(새로운 암석권이 생성되는)하는 판 경계를 따라 발생한다.
지질학 이론이 발전하는 동안 화산을 시간, 장소, 구조 및 구성에 따라 그룹화하는 특정 개념이 발전했으며, 이는 궁극적으로 판 구조론 이론으로 설명되어야 했다. 예를 들어, 일부 화산은 역사 동안 여러 번의 활동 기간을 가진 '복합 화산'인 반면, 한 번만 분화한 후 사화산이 되는 다른 화산은 '단성 화산'(즉 "한 생명")이며 이러한 화산은 종종 지리적 지역에 함께 그룹화된다.

### 발산하는 판 경계

발산하는 판 경계(해양 확장 해령)와 최근 육상 화산(대부분 수렴 경계에 위치)을 보여주는 지도

해령에서는 얇아진 해양 지각 아래 뜨거운 맨틀 암석이 위로 기어 올라오면서 두 개의 판이 서로 발산한다. 상승하는 맨틀 암석의 압력 감소는 단열 팽창과 암석의 부분 용융으로 이어져 화산 활동을 일으키고 새로운 해양 지각을 생성한다. 대부분의 발산하는 판 경계는 해저에 있으며, 따라서 지구의 대부분의 화산 활동은 수중에서 발생하여 새로운 해저면을 형성한다. 블랙 스모커(심해 열수 분출구)는 이러한 종류의 화산 활동의 증거이다. 해령이 해수면 위로 올라온 곳에서는 아이슬란드와 같은 화산섬이 형성된다.

### 수렴하는 판 경계
섭입대는 보통 해양판과 대륙판 두 판이 충돌하는 곳이다. 해양판은 섭입(대륙판 아래로 잠수)하여 해안 바로 근처에 깊은 해구를 형성한다. 플럭스 멜팅이라고 불리는 과정에서 섭입판에서 방출된 물은 위에 놓인 맨틀 쐐기의 용융 온도를 낮추어 마그마를 생성한다. 이 마그마는 실리카 함량이 높아 매우 점성이 강하여 종종 표면에 도달하지 못하고 깊은 곳에서 식어 굳어진다. 그러나 표면에 도달하면 화산이 형성된다. 따라서 섭입대는 화산호라고 불리는 화산 사슬에 의해 경계가 지어진다. 대표적인 예로는 불의 고리의 화산, 예를 들어 캐스케이드 화산군이나 일본 열도, 또는 인도네시아의 동부 섬들이다.

### 열점
열점은 핵-맨틀 경계에서 상승하는 뜨거운 물질의 기둥으로 가정되는 맨틀 플룸에 의해 형성되는 것으로 생각되는 화산 지역이다. 해령과 마찬가지로 상승하는 맨틀 암석은 압력 감소로 인해 용융되어 대량의 마그마를 생성한다. 판이 맨틀 플룸 위를 이동함에 따라 각 화산은 플룸에서 멀어지면서 활동이 중단되고, 판이 플룸 위로 나아가는 곳에서 새로운 화산이 생성된다. 하와이 제도는 이러한 방식으로 형성된 것으로 생각되며, 스네이크 강 평원도 마찬가지이다. 옐로스톤 칼데라는 현재 옐로스톤 열점 위에 있는 북미 판의 일부이다. 그러나 맨틀 플룸 가설은 의문이 제기되었다.

### 대륙 균열
대륙 내부 아래에서 뜨거운 맨틀 암석의 지속적인 상승은 균열로 이어질 수 있다. 초기 균열 단계는 홍수 현무암으로 특징지어지며 판이 완전히 분리될 정도로 진행될 수 있다. 그런 다음 분리된 판의 두 절반 사이에 발산하는 판 경계가 발달한다. 그러나 균열은 종종 대륙 암석권을 완전히 분할하는 데 실패하며(예: 아울라코겐), 실패한 균열은 비정상적인 알칼리 용암 또는 탄산암을 분출하는 화산으로 특징지어진다. 예로는 동아프리카 지구대의 화산이 있다.

## 화산 지형

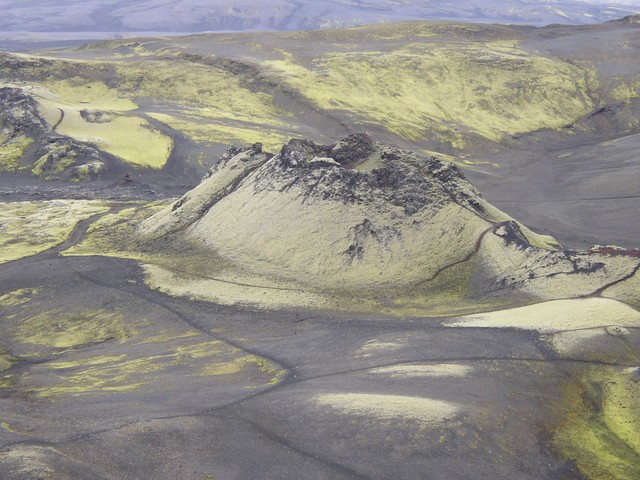
라카기가르 열극 화산 (아이슬란드)은 1783~1984년 세계 기후 변화의 주요 원인이 되었으며, 그 길이를 따라 화산 원뿔 사슬을 가지고 있다.

화산은 녹은 마그마의 저장고(예: 마그마굄), 지각을 통해 마그마가 상승할 수 있는 통로, 그리고 마그마가 표면 위로 용암으로 탈출할 수 있는 분화구가 필요하다. 분화된 화산 물질(용암 및 테프라)이 분화구 주변에 퇴적된 것을 화산체라고 하며, 일반적으로 화산 원추 또는 산이다.
화산에 대한 가장 흔한 인식은 정상의 화산 분화구에서 용암과 유독성 화산 가스를 뿜어내는 원뿔형 산이지만, 이는 많은 종류의 화산 중 하나만을 묘사한다. 화산의 특징은 다양하다. 화산의 구조와 행동은 여러 요인에 따라 달라진다. 일부 화산은 정상 분화구 대신 용암돔으로 형성된 험준한 봉우리를 가지며, 다른 화산은 거대한 고원과 같은 지형적 특징을 가진다. 화산 물질(용암 및 화산재 포함)과 가스(주로 증기 및 마그마 가스)를 방출하는 분화구는 지형 어디에서나 발달할 수 있으며, 하와이 킬라우에아산의 측면에 있는 푸우 오오와 같은 작은 원뿔을 형성할 수 있다. 화산 분화구가 항상 산이나 언덕의 정상에 있는 것은 아니며, 뉴질랜드의 타우포 호수와 같이 호수로 채워질 수 있다. 일부 화산은 낮은 지형적 특징일 수 있으며, 그러한 특징으로 인식하기 어렵고 지질학적 과정으로 가려질 가능성이 있다.
다른 종류의 화산에는 알려진 마그마 활동과 관련이 없는 구조인 진흙 화산, 그리고 특히 목성, 토성, 해왕성의 일부 위성에서 발견되는 극저온 화산(또는 얼음 화산)이 포함된다. 활성 진흙 화산은 진흙 화산이 실제로 화성암 화산의 분화구인 경우를 제외하고는 화성 화산보다 훨씬 낮은 온도를 갖는 경향이 있다.

### 열극 화산
열극 화산은 일반적으로 발산 경계에서 발견되며, 이를 통해 현무암질 용암이 분출되는 평평하고 선형적인 균열이다. 이러한 종류의 화산은 폭발적이지 않으며 현무암질 용암은 낮은 점도를 가지며 천천히 굳어 완만한 경사의 현무암질 화산 고원을 형성한다. 이들은 종종 순상 화산과 관련되거나 순상 화산을 구성한다.

### 순상 화산

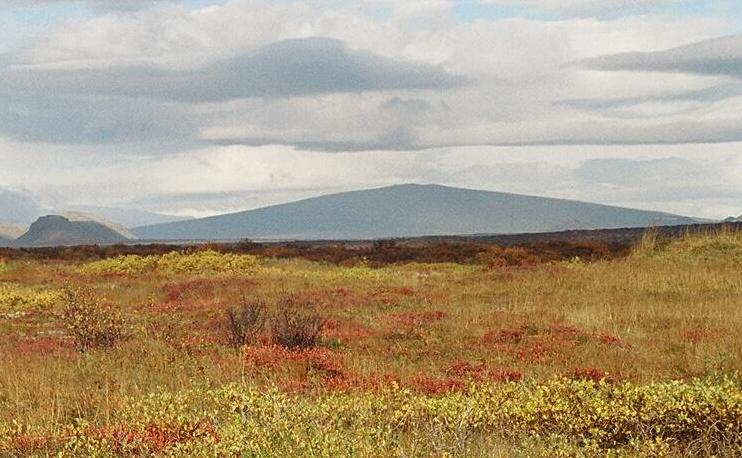
이름이 '넓은 방패'라는 뜻의 순상 화산인 스캴드브레이뒤르

방패를 닮은 넓은 모습 때문에 순상 화산이라 불리는 이 화산은 분화구에서 멀리까지 흐를 수 있는 낮은 점성의 현무암질 또는 안산암질 용암이 분출하여 형성된다. 일반적으로 격렬하게 폭발하지 않고 비교적 완만한 용암 분출을 특징으로 한다. 낮은 점성의 마그마는 일반적으로 실리카 함량이 낮기 때문에 순상 화산은 대륙보다 해양 환경에서 더 흔하다. 하와이 화산 사슬은 순상 화산의 연속이며 아이슬란드에서도 흔하다. 사화산인 화성의 순상 화산 올림푸스산은 태양계에서 알려진 가장 큰 화산이다.

### 용암 돔

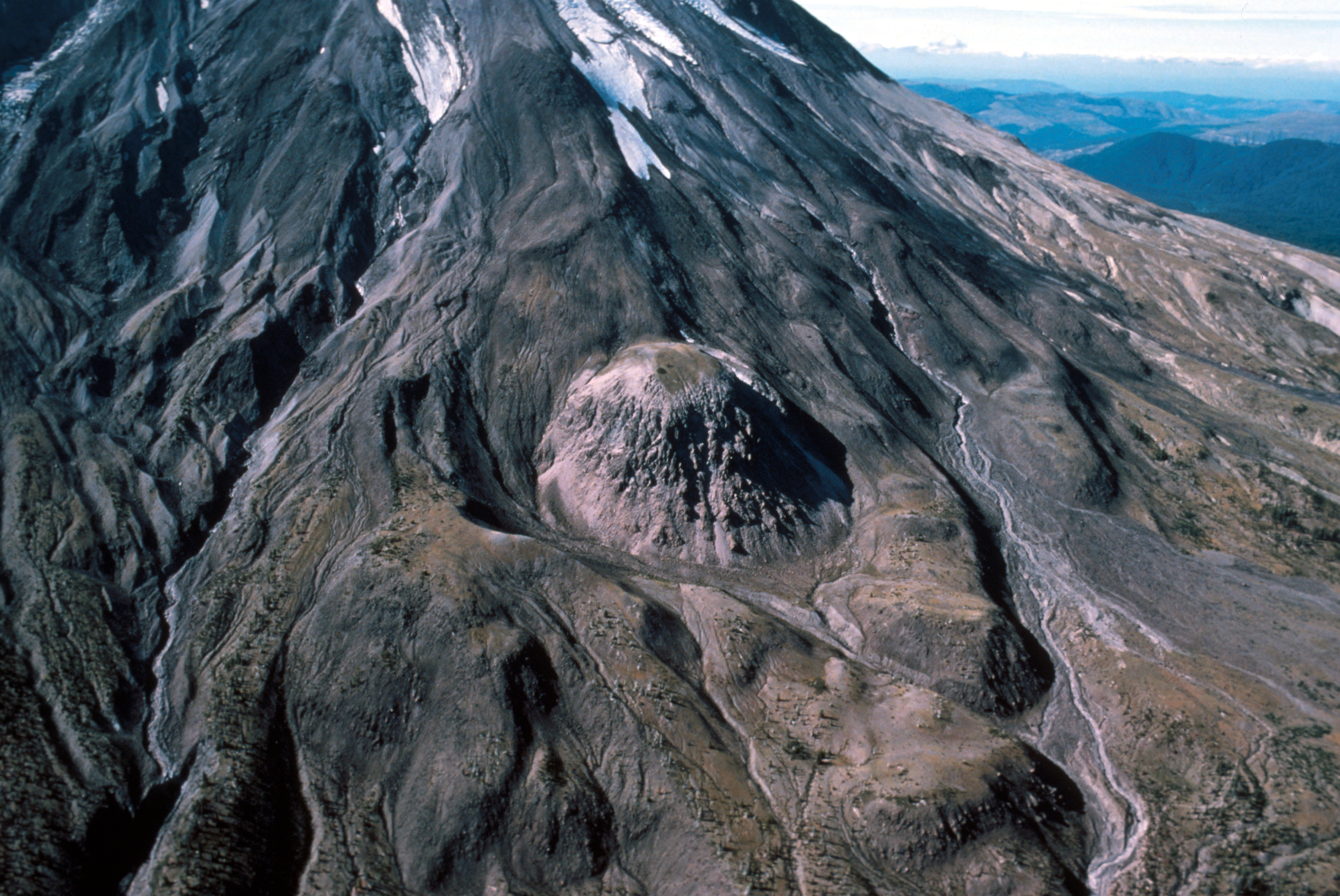
세인트 헬렌스산 동쪽 하단부에 위치한 용암 돔인 동 돔. 슈가 볼 분출 시기(1800년 전)에 형성되었다.

용암 돔, 또는 돔 화산이라고도 불리며, 예를 들어 유문암과 같이 점성이 매우 높은 용암의 느린 분출로 인해 가파른 볼록한 측면이 형성된다. 때로는 세인트 헬렌스 산의 경우와 같이 이전 화산 분화구 안에 형성되기도 하지만, 래슨 피크의 경우와 같이 독립적으로 형성될 수도 있다. 성층 화산과 마찬가지로 격렬하고 폭발적인 분화를 일으킬 수 있지만, 용암은 일반적으로 원래 분화구에서 멀리 흐르지 않는다.

### 지하 돔
지하 돔은 점성이 있는 용암이 위로 밀려 올라와 표면이 부풀어 오르면서 형성된다. 1980년 세인트 헬렌스 산 분화가 좋은 예이다. 산 표면 아래의 용암이 위쪽으로 솟아올랐고, 이후 산의 북쪽 경사면으로 무너져 내렸다.

### 스코리아 콘

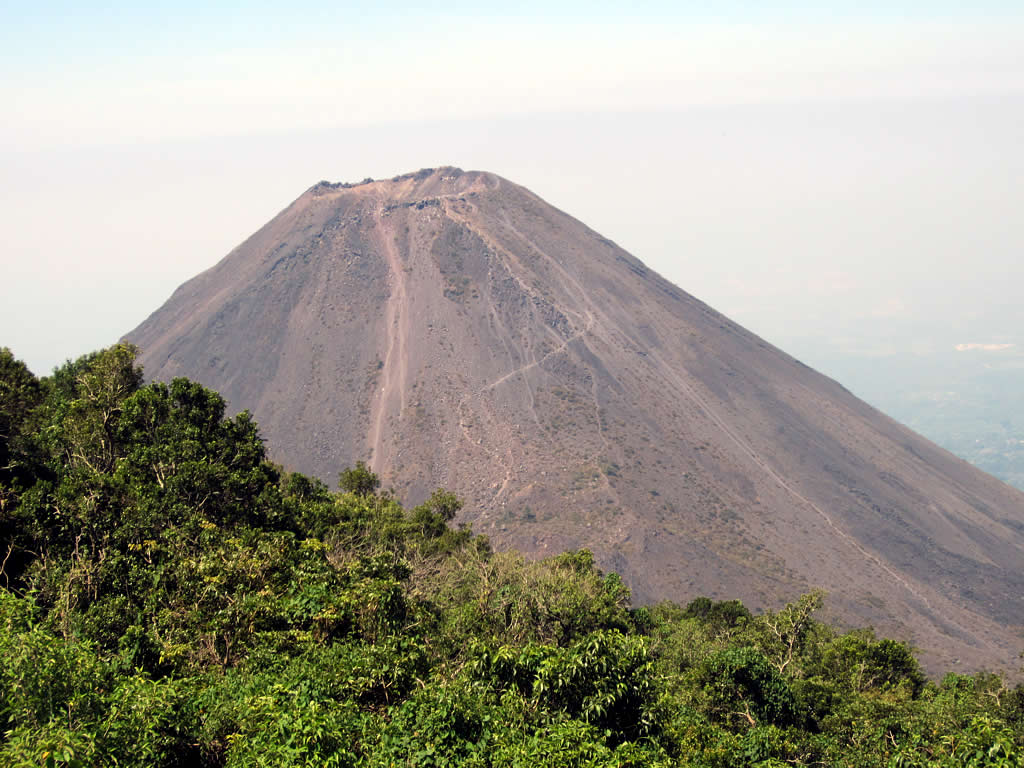
엘살바도르에서 가장 젊은 화산인 이살코산. 이살코는 1770년 형성된 이후 1958년까지 거의 연속적으로 분화하여 "태평양의 등대"라는 별명을 얻었다.

스코리아 콘은 주로 작은 스코리아 조각과 화성 쇄설암(두 가지 모두 스코리아와 유사하며, 이 화산 유형의 이름은 여기서 유래)의 분화로 인해 분화구 주변에 쌓여서 형성된다. 이러한 분화는 비교적 짧은 수명으로, 높이 약 30 to 400 미터 (100 to 1,300 ft)의 원뿔형 언덕을 형성할 수 있다. 대부분의 스코리아 콘은 한 번만 분화하며, 일부는 단성 화산 지역에서 발견될 수 있는데, 이 지역에는 마그마가 물과 접촉할 때 형성되는 마르 폭발 분화구와 응회환과 같은 다른 지형이 포함될 수 있다. 스코리아 콘은 더 큰 화산의 측면 분화구로 형성되거나 자체적으로 발생할 수 있다. 멕시코의 파리쿠틴과 애리조나주의 선셋 분화구가 스코리아 콘의 예이다. 뉴멕시코주의 카하 델 리오는 60개 이상의 스코리아 콘이 있는 화산 지역이다.
위성 사진을 기반으로 하여 스코리아 콘이 태양계의 다른 지구(地口)에서도 발생할 수 있다는 가설이 제시되었으며, 화성과 달의 표면에서 발견될 수 있다고 한다.

### 성층 화산 (복합 화산)
1. 거대한 마그마굄
2. 기반암
3. 도관 (파이프)
4. 기반
5. 마그마괴
6. 암맥
7. 화산 분출물(화산재) 층
8. 산비탈
9. 화산 분출물(용암) 층
10. 목
11. 기생 화산
12. 용암류
13. 분화구
14. 크레이터
15. 화산재 구름

성층 화산의 단면 (수직 스케일은 과장됨):

성층 화산은 용암류와 테프라가 번갈아 쌓인 층, 즉 성층을 이루는 높은 원뿔형 산이다. 또한 다양한 종류의 분화 동안 여러 구조물로 만들어지기 때문에 '복합 화산'으로도 알려져 있다. 표면으로 마그마를 운반하는 주요 통로는 여러 보조 통로와 가끔 발생하는 병반 또는 암상으로 갈라지며, 갈라지는 통로는 주요 원뿔의 측면에 기생 화산을 형성할 수 있다. 대표적인 예로는 일본의 후지산, 필리핀의 마욘산, 이탈리아의 베수비오산과 스트롬볼리가 있다.

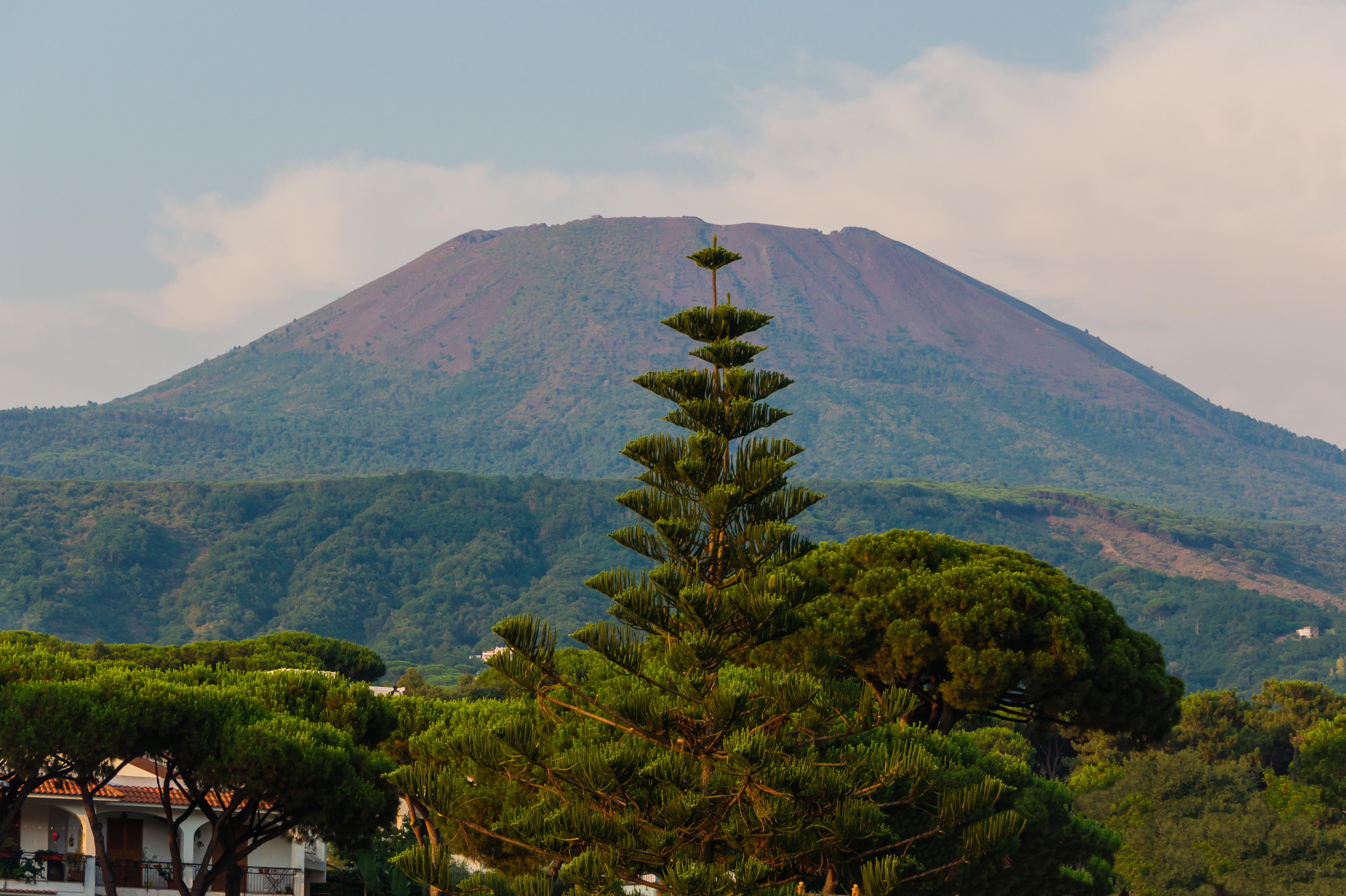
베수비오산, 성층 화산, 나폴리만.

성층 화산의 폭발적 분화로 생성된 화산재는 역사적으로 문명에 가장 큰 화산 재해를 야기했다. 성층 화산의 용암은 실리카 함량이 높아 순상 화산의 용암보다 훨씬 더 점성이 있다. 실리카 함량이 높은 용암은 또한 더 많은 용해된 가스를 함유하는 경향이 있다. 이 조합은 치명적이며, 많은 양의 화산재뿐만 아니라 1902년 마르티니크의 생피에르 시를 파괴한 것과 같은 화산쇄설류를 생성하는 폭발적인 분화를 촉진한다. 또한 순상 화산보다 경사가 가파르고(일반적으로 5~10° 경사에 비해 30~35° 경사) 느슨한 테프라는 위험한 이류의 재료가 된다. 테프라의 큰 조각은 화산탄이라고 한다. 큰 화산탄은 1.2 미터 (4 ft) 이상 크고 무게가 수 톤에 달할 수 있다.

### 초화산

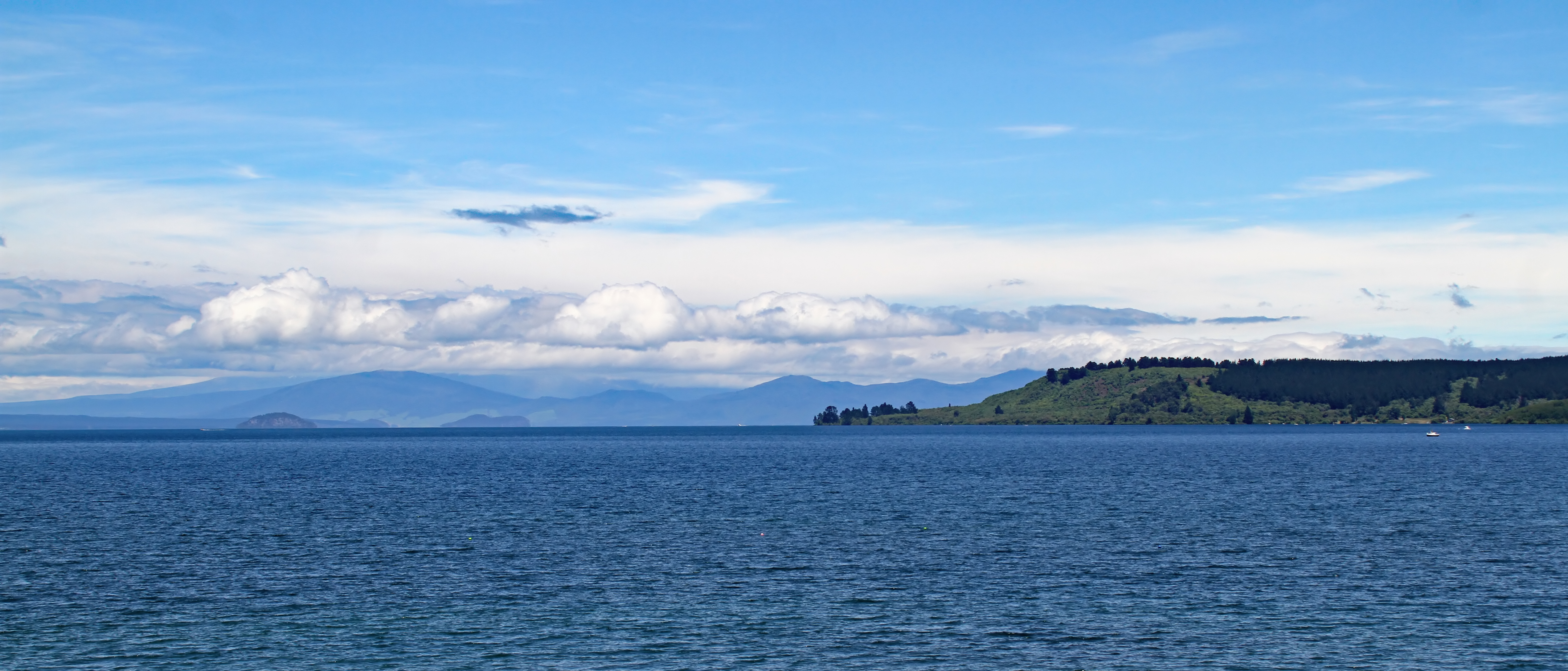
뉴질랜드 타우포 초화산의 칼데라에 위치한 화산호인 타우포 호수.

초화산은 한 번의 폭발적인 사건으로 1,000 세제곱킬로미터 (240 cu mi) 이상의 화산 퇴적물을 생성한 하나 이상의 분화를 경험한 화산으로 정의된다. 이러한 분화는 가스가 풍부하고 규산질 마그마로 가득 찬 매우 큰 마그마굄이 격렬한 칼데라 형성 분화로 비워질 때 발생한다. 이러한 분화로 퇴적된 화산쇄설류 응회암은 홍수 현무암에 필적하는 부피를 가진 유일한 화산 생성물이다.
초화산 분화는 가장 위험한 유형이지만 매우 드물다. 지난 백만 년 동안 4개가 알려져 있으며, 수백만 년에 걸쳐 지질 기록에서 약 60개의 역사적인 VEI 8 분화가 확인되었다. 초화산은 대륙 규모의 파괴를 일으킬 수 있으며, 대량의 황과 화산재가 대기 중으로 방출되어 분화 후 수년 동안 지구 온도를 심각하게 낮출 수 있다.
초화산은 넓은 지역을 덮고 이후 식생과 빙하 퇴적물 아래에 숨겨져 있기 때문에 신중한 지질 매핑 없이 지질 기록에서 식별하기 어려울 수 있다. 알려진 예로는 옐로스톤 국립공원의 옐로스톤 칼데라와 뉴멕시코주의 발레스 칼데라(둘 다 미국 서부), 뉴질랜드의 타우포 호수, 인도네시아 수마트라섬의 토바 호수, 탄자니아의 응고롱고로 분화구가 있다.

#### 칼데라 화산

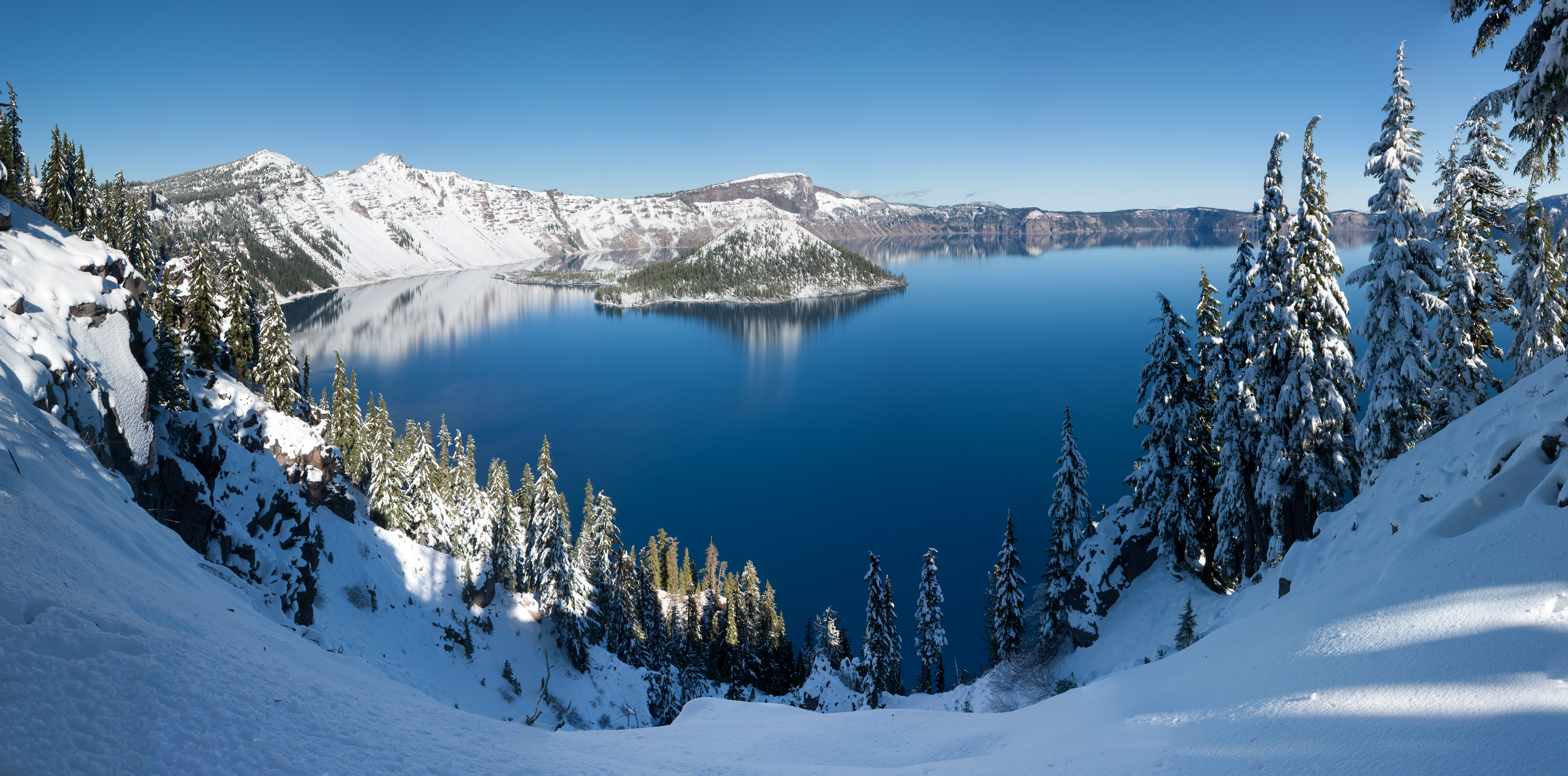
오리건주의 화산호인 크레이터 호.

크지만 초화산이라 불릴 만큼 크지는 않은 화산도 같은 방식으로 칼데라(무너진 분화구)를 형성할 수 있다. 칼데라 안에 활성 또는 휴면 상태의 원뿔이나 심지어 호수가 있을 수 있으며, 이러한 호수를 화산성 호수 또는 단순히 화산호라고 한다.

### 해저 화산

2022년 1월 15일 훙가 통가–훙가 하파이 분화 위성 사진

해저 화산은 해저의 흔한 지형이다. 홀로세 동안의 화산 활동은 119개의 해저 화산에서만 기록되었지만, 지질학적으로 젊은 해저 화산은 백만 개 이상일 수 있다. 얕은 바다에서는 활성 화산이 증기와 암석 조각을 바다 표면 위로 높이 뿜어내며 그 존재를 드러낸다. 심해 분지에서는 엄청난 물의 무게가 증기와 가스의 폭발적인 방출을 막는다. 그러나 해저 분화는 수중 청음기로 감지할 수 있으며, 화산 가스로 인한 물의 변색으로도 감지할 수 있다. 베개 용암은 해저 화산의 흔한 분출 생성물이며, 수중에서 형성되는 불연속적인 베개 모양 덩어리의 두꺼운 연속으로 특징지어진다. 심지어 대규모 해저 분화도 급격한 냉각 효과와 물에서의 부력 증가(공기에 비해)로 인해 해수면을 방해하지 않을 수 있으며, 이는 종종 화산 분화구가 해저에 가파른 기둥을 형성하게 한다. 열수 분출구는 이러한 화산 근처에서 흔하며, 블랙 스모커는 용해된 미네랄을 먹고 사는 화학 합성 미생물을 기반으로 하는 특이한 생태계를 지원한다. 시간이 지남에 따라 해저 화산으로 생성된 지형은 너무 커져서 새로운 섬이나 떠다니는 부석 뗏목으로 바다 표면을 뚫고 나올 수 있다.
2018년 5월과 6월에는 전 세계 지진 감시 기관에서 수많은 지진 신호가 감지되었다. 이 신호는 특이한 윙윙거리는 소리 형태로 나타났으며, 그해 11월에 감지된 일부 신호는 최대 20분 동안 지속되었다. 2019년 5월의 해양 연구 캠페인은 이전에 미스터리했던 윙윙거리는 소리가 마요트 해안에서 해저 화산이 형성되면서 발생했다는 것을 보여주었다.

### 빙하하 화산
빙하하 화산은 빙상 아래에서 발달한다. 이들은 광범위한 베개 용암과 팔라고나이트 위에 덮인 용암 고원으로 구성되어 있다. 이러한 화산은 또한 테이블산, 투야, 또는 (아이슬란드에서는) 모베르그라고도 불린다. 아이슬란드와 브리티시컬럼비아주에서 이 유형의 화산의 매우 좋은 사례를 볼 수 있다. 이 용어의 유래는 투야 뷰트에서 비롯되었는데, 이는 북부 브리티시컬럼비아주의 투야 강과 투야 산맥 지역의 여러 투야 중 하나이다. 투야 뷰트는 이러한 지형을 처음으로 분석한 곳이므로 그 이름이 이러한 종류의 화산 지형에 대한 지질학 문헌에 들어왔다. 투야 산맥 주립 공원은 최근에 이 특이한 지형을 보호하기 위해 설립되었으며, 이 지역은 투야 호수 북쪽과 유콘 준주와의 경계 근처 제닝스 강 남쪽에 위치한다.

### 열수 지형
간헐천, 분기공, 머드팟, 진흙 화산, 온천 및 산성 온천과 같은 열수 지형에는 물과 지열 또는 마그마 활동이 포함된다. 이러한 지형은 화산 주변에서 흔하며 종종 화산 활동을 나타낸다.

#### 진흙 화산

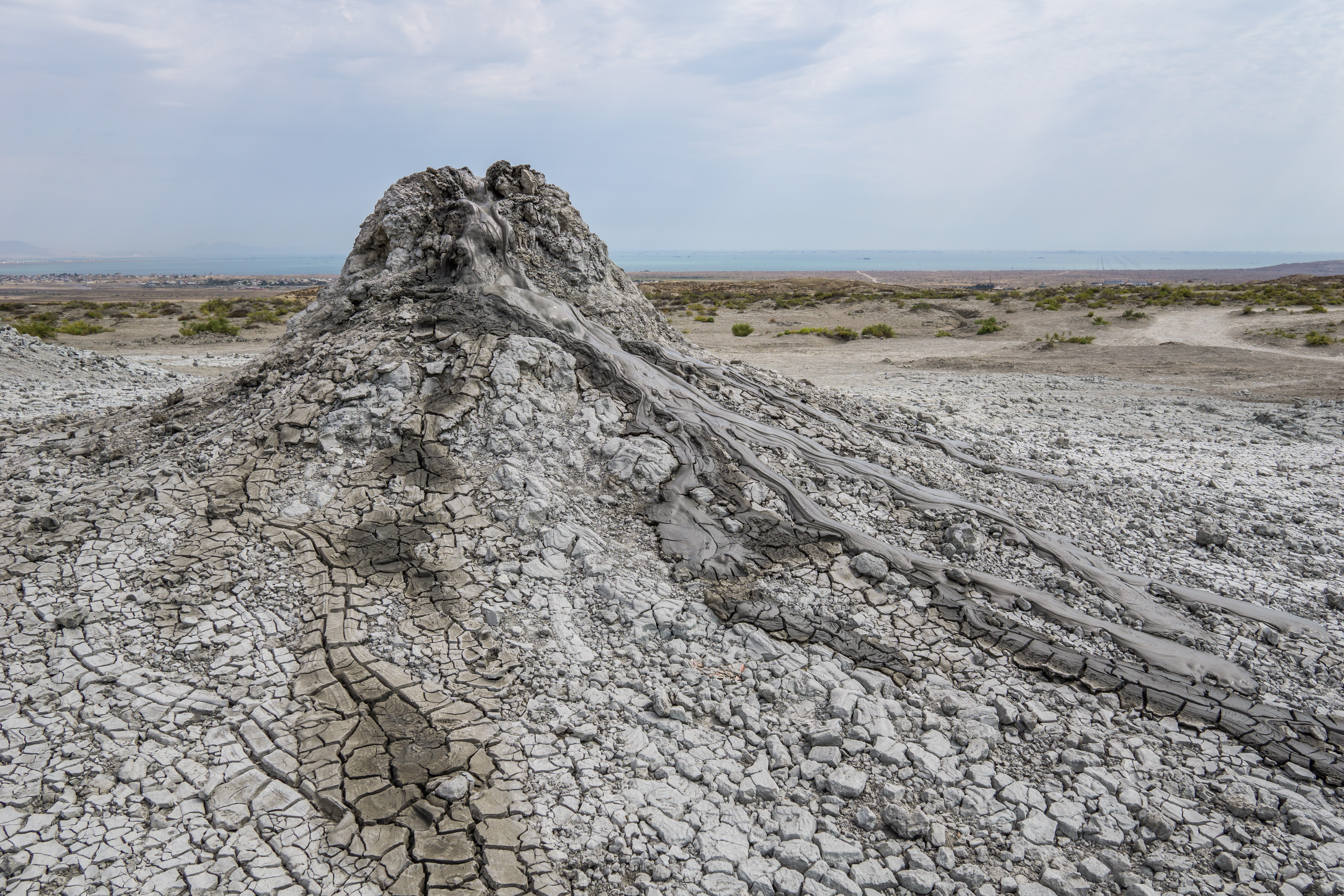
고부스탄 국립 역사 및 문화 보존 구역의 진흙 화산.

진흙 화산 또는 진흙 돔은 액체 및 가스, 특히 진흙(슬러리), 물 및 가스의 분출로 형성된 원뿔형 구조이지만 여러 활동이 기여할 수 있다. 가장 큰 진흙 화산은 지름이 10 킬로미터 (6.2 mi)이고 높이가 700 미터 (2,300 ft)에 이른다. 진흙 화산은 인도네시아 해안, 바라탕 섬, 발루치스탄 및 중앙 아시아에서 볼 수 있다.

#### 분기공
분기공은 과열된 지하수로 인해 뜨거운 증기와 화산 가스가 분출되는 지표면의 구멍으로, 이는 화산 활동을 나타낼 수 있다. 유황 가스를 분출하는 분기공은 종종 솔파타라라고도 한다.

#### 간헐천

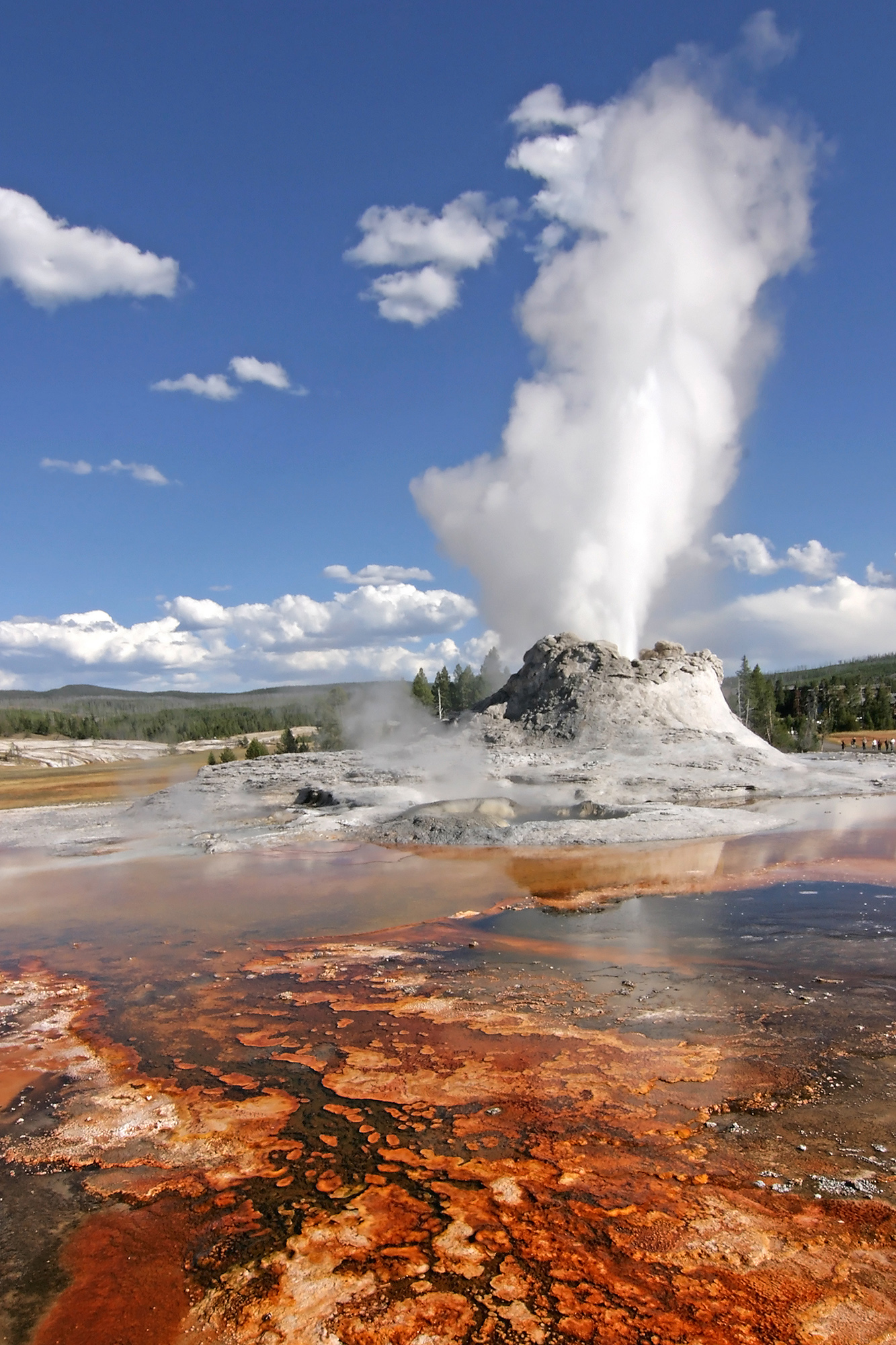
옐로스톤 국립공원의 캐슬 간헐천 분출.

간헐천은 때때로 분출하여 뜨거운 물과 증기를 배출하는 온천이다. 간헐천은 현재 진행 중인 마그마 활동을 나타낼 수 있다. 지하의 물은 뜨거운 암석에 의해 가열되고, 증기의 압력이 축적된 후 뜨거운 물줄기와 함께 방출된다. 활동적인 간헐천의 거의 절반이 미국 옐로스톤 국립공원에 있다.

## 분출물

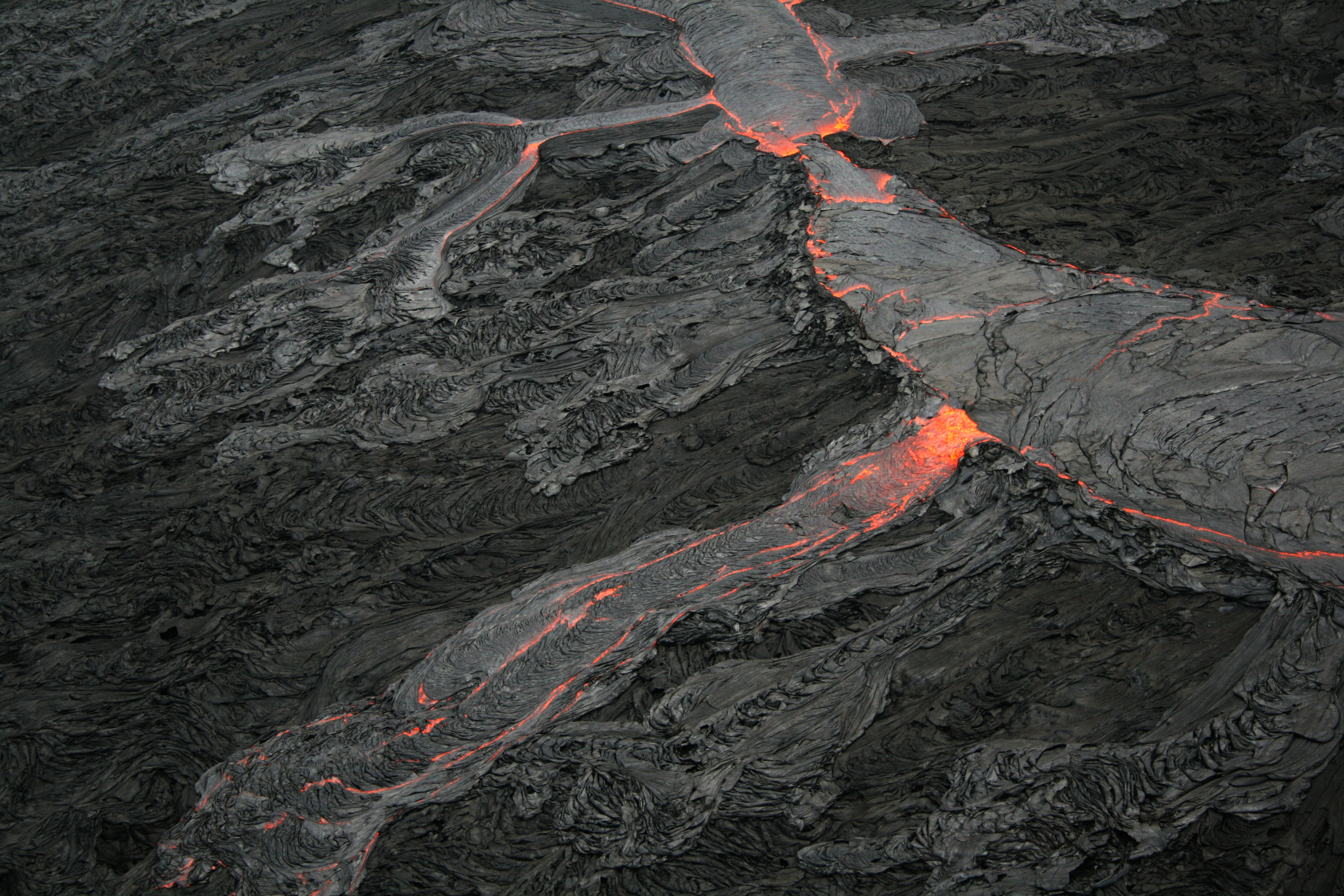
하와이 섬의 파호에호에 용암류. 주요 용암 채널의 범람을 보여준다.

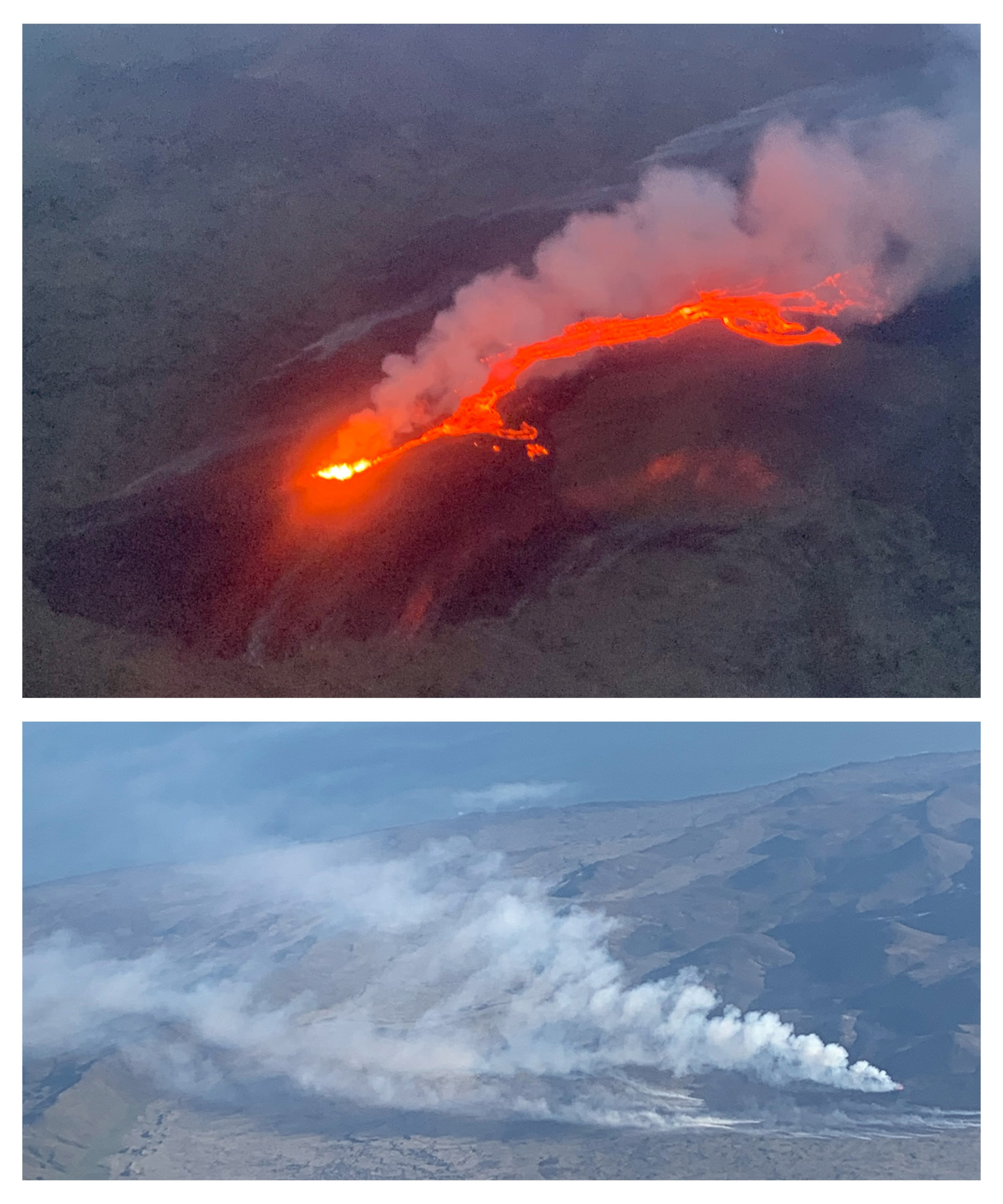
2023년 리들리흐루투르 분화. 비행기에서 본 모습.

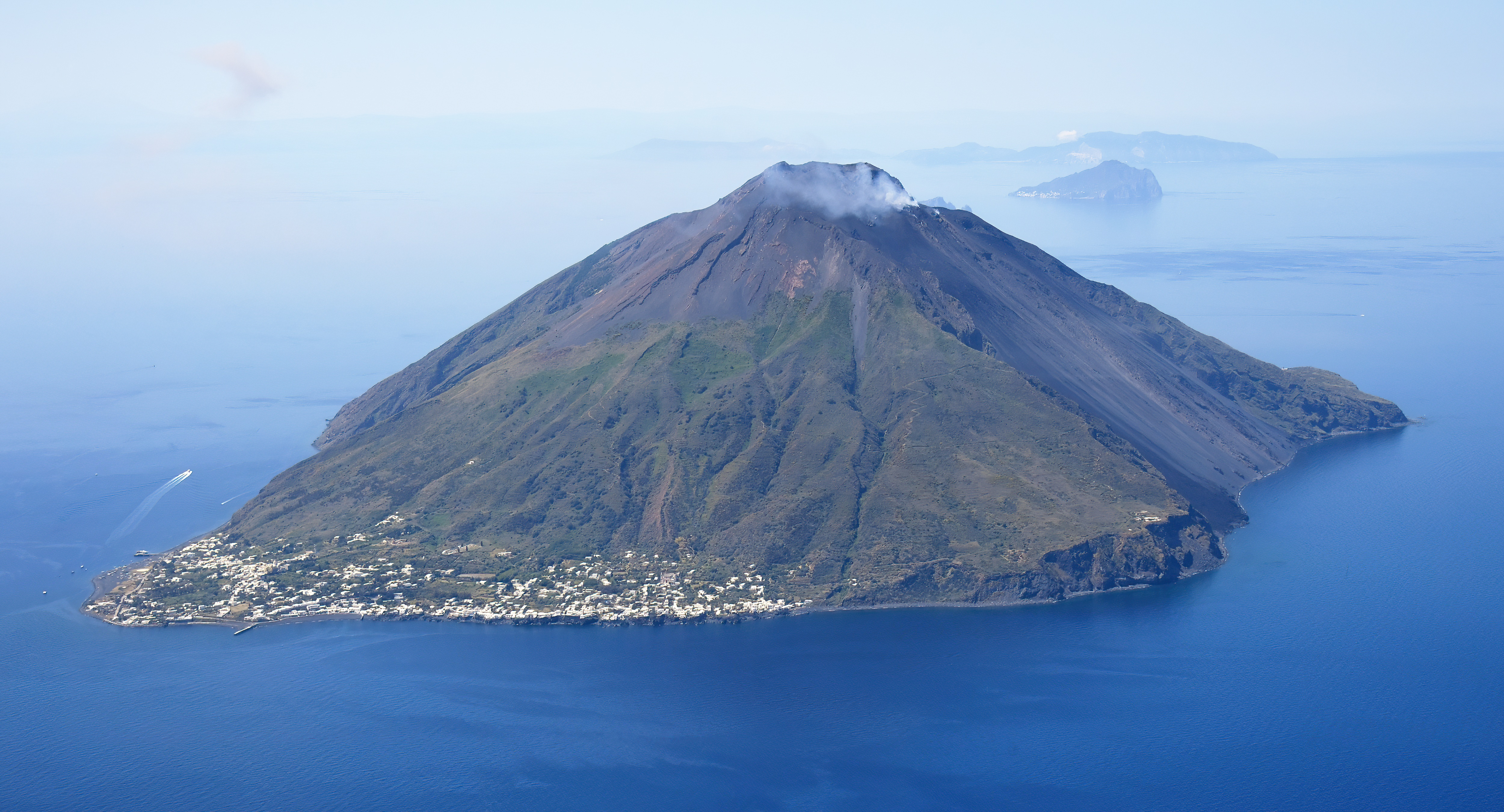
시칠리아 해안의 스트롬볼리 성층 화산은 수천 년 동안 계속 분화하여 "지중해의 등대"라는 별명을 얻었다.

화산 분화로 분출되는 물질은 크게 세 가지 종류로 분류할 수 있다.
1. 화산 가스, 주로 증기, 이산화 탄소, 황 화합물(온도에 따라 이산화 황, SO~2~ 또는 황화 수소, H~2~S)로 구성된 혼합물
2. 용암, 마그마가 표면으로 나와 흐를 때의 이름
3. 테프라, 모든 모양과 크기의 고체 물질 입자가 공중으로 분출되고 던져진 것[51][52]

### 화산 가스
다양한 화산 가스의 농도는 화산마다 크게 다를 수 있다. 수증기는 일반적으로 가장 풍부한 화산 가스이며, 그 뒤를 이산화 탄소와 이산화 황이 잇는다. 다른 주요 화산 가스에는 황화 수소, 염화 수소, 플루오린화 수소가 있다. 수소, 일산화 탄소, 할로탄화수소, 유기 화합물, 휘발성 금속 염화물 등 다양한 소량 및 미량 가스도 화산 분출물에서 발견된다.

### 용암류

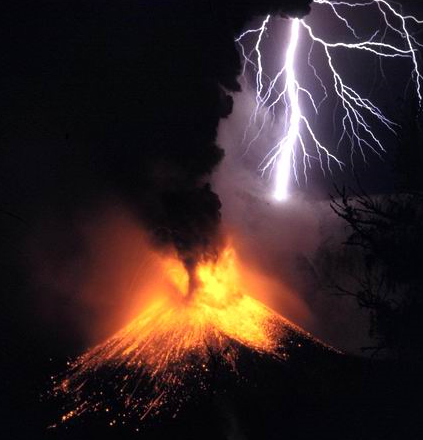
1994년 롬복의 린자니산 분화.

화산의 분화 형태와 양식은 주로 분출되는 용암의 구성에 의해 결정된다. 점성(용암의 유동성)과 용해된 가스의 양이 마그마의 가장 중요한 특징이며, 둘 다 마그마의 실리카 함량에 의해 크게 결정된다. 실리카가 풍부한 마그마는 실리카가 적은 마그마보다 훨씬 더 점성이 있으며, 실리카가 풍부한 마그마는 또한 더 많은 용해된 가스를 함유하는 경향이 있다.
용암은 크게 네 가지 다른 조성으로 분류될 수 있다.
- 분출된 마그마에 실리카 함량이 높은 비율(>63%)을 포함하고 있다면, 용암은 펠식이라고 불린다. 펠식 용암(석영안산암 또는 유문암)은 점성이 매우 높아 돔 또는 짧고 뭉툭한 용암류로 분출된다.[55] 캘리포니아의 라센 피크는 펠식 용암으로 형성된 화산의 한 예이며, 실제로는 거대한 용암 돔이다.[56]

펠식 마그마는 점성이 매우 높기 때문에 존재하는 휘발성 물질(가스)을 가두는 경향이 있어 폭발적인 화산 활동을 유발한다. 화산쇄설류(응회암)는 화산 경사면을 따라 흐르고 대규모 분화 시 분출구에서 멀리 이동하기 때문에 이러한 화산의 매우 위험한 생성물이다. 화산쇄설류에서는 850 °C (%s)까지 높은 온도가 발생하여 경로상의 모든 가연성 물질을 태우고, 종종 수 미터 두께의 뜨거운 화산쇄설류 퇴적물을 쌓을 수 있다. 1912년 카트마이 산 근처의 노바럽타 분화로 형성된 알래스카의 만연기 계곡은 두꺼운 화산쇄설류 또는 응회암 퇴적물의 예이다. 분출주로 지구 대기 높이까지 분출될 만큼 가벼운 화산재는 수백 킬로미터를 이동한 후 낙하 응회암으로 지상으로 떨어진다. 화산 가스는 수년 동안 성층권에 머물 수 있다.
펠식 마그마는 지각 내부에서 형성되며, 일반적으로 아래에 있는 염기성 마그마의 열로 인해 지각 암석이 용융되어 생성된다. 더 가벼운 펠식 마그마는 상당한 혼합 없이 염기성 마그마 위에 떠 있다. 드물게, 펠식 마그마는 더 염기성인 마그마의 극한 정출 작용으로 생성되기도 한다. 이는 천천히 냉각되는 마그마에서 염기성 광물이 결정화되어 남아 있는 액체에 실리카가 풍부해지는 과정이다.
- 분출된 마그마에 실리카 함량이 52~63%인 경우 용암은 중성 또는 안산암으로 분류된다. 중성 마그마는 성층 화산의 특징이다.[62] 이들은 주로 판 사이의 수렴 경계에서 여러 과정을 통해 형성된다. 한 과정은 맨틀 페리도타이트의 수화 용융 후 정출 작용이다. 섭입하는 슬랩에서 방출된 물은 위에 놓인 맨틀 쐐기의 용융점을 낮추어, 특히 실리카가 풍부한 광물에 대해 마그마를 생성한다. 정출 작용은 마그마에 실리카를 더욱 풍부하게 만든다. 또한 중성 마그마는 섭입된 슬랩에 의해 아래로 운반된 퇴적물의 용융에 의해 생성된다는 제안도 있다.[63] 또 다른 과정은 정치 또는 용암류 이전에 중간 저장고에서 펠식 유문암질 마그마와 염기성 현무암질 마그마 사이의 마그마 혼합이다.[64]
- 분출된 마그마에 실리카 함량이 52% 미만, 45% 초과인 경우 용암은 마픽(마그네슘(Mg)과 철(Fe) 함량이 높기 때문) 또는 현무암질로 불린다. 이 용암은 일반적으로 펠식 용암보다 뜨겁고 점성이 훨씬 낮다. 마픽 마그마는 건조한 맨틀의 부분 용융으로 형성되며, 제한적인 정출 작용과 지각 물질의 동화 과정을 거친다.[65]

마픽 용암은 다양한 환경에서 발생한다. 여기에는 해령을 비롯하여 순상 화산(하와이 제도 등, 마우나로아산 및 킬라우에아산 포함)의 해양 지각과 대륙 지각 모두에서, 그리고 대륙성 홍수 현무암으로 발생한다.
- 분출된 마그마 중 실리카 함량이 45% 이하인 경우 초염기성암 용암을 생성한다. 코마티아이트라고도 불리는 초염기성암 용암은 매우 드물다. 실제로 지구의 열 흐름이 더 높았던 원생대 이후 지구 표면으로 분출된 경우는 거의 없다. 이들은 (또는 과거에는) 가장 뜨거운 용암이었으며, 일반적인 마픽 용암보다 훨씬 유동성이 높았을 것으로 추정된다. 점성은 뜨거운 현무암 마그마의 10분의 1 미만이었다.[66]

마픽 용암류는 두 가지 종류의 표면 질감을 보인다. ʻ아ʻ아 (하와이어로 haw)와 파호에호에 (하와이어로 haw)로, 모두 하와이어 단어이다. 아아는 거칠고 들쭉날쭉한 표면을 특징으로 하며, 더 차가운 현무암 용암류의 전형적인 질감이다. 파호에호에는 부드럽고 종종 끈 모양 또는 주름진 표면을 특징으로 하며, 일반적으로 더 유동적인 용암류에서 형성된다. 파호에호에 용암류는 분출구에서 멀어지면서 아아 용암류로 전환되는 것이 종종 관찰되지만, 그 반대는 결코 없다.
실리카 함량이 더 높은 용암류는 덩어리 용암의 형태로 나타나며, 용암류는 각지고 소포가 적은 덩어리로 덮여 있다. 유문암 용암류는 일반적으로 주로 흑요석으로 구성되어 있다.

### 테프라

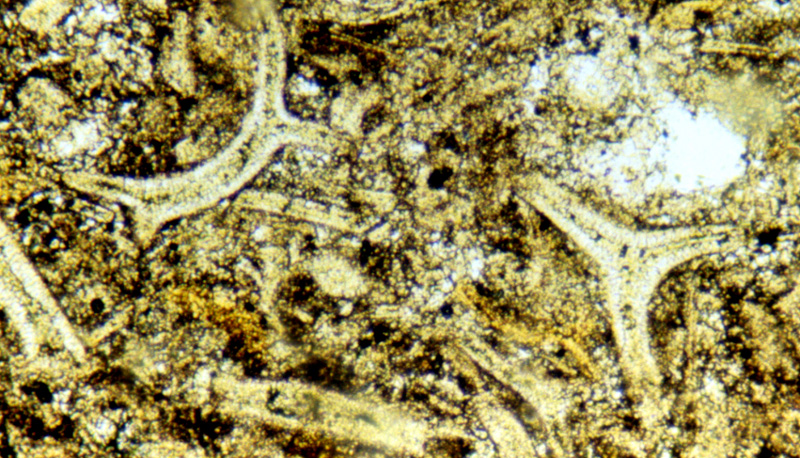
응회암의 광학 현미경 이미지 (박편에서 본 모습, 긴 치수는 수 mm): 변질된 유리 파편(화산재 조각)의 곡선 모양은 잘 보존되어 있지만, 유리는 부분적으로 변질되었다. 이 모양은 팽창하는 수증기 기포 주변에서 형성되었다.

테프라는 화산 내부의 마그마가 뜨거운 화산 가스의 급격한 팽창에 의해 폭발할 때 생성된다. 마그마는 일반적으로 표면으로 흐르면서 압력이 감소함에 따라 용해된 가스가 용액에서 분리되어 폭발한다. 이러한 격렬한 폭발은 화산에서 날아갈 수 있는 물질 입자를 생성한다. 지름 2mm 미만(모래 크기 이하)의 고체 입자를 화산재라고 한다.
많은 화산의 부피 중 용암류보다 더 많은 부분을 차지하는 것은 테프라와 다른 화산쇄설물(파괴된 화산 물질)이다. 화산쇄설물은 지질 기록에서 전체 퇴적물의 3분의 1만큼 기여했을 수도 있다. 대량의 테프라 생성은 폭발적인 화산 활동의 특징이다.

### 침식
주로 침식과 같은 자연적인 과정으로 인해 화산의 덮개를 구성하는 굳은 분출물이 너무 많이 벗겨져서 내부 구조가 드러날 수 있다. 해부학의 은유를 사용하면 이러한 과정을 "해부"라고 부른다. 화산이 사화산이 되면 분화구에 플러그가 형성되며, 시간이 지남에 따라 침식으로 인해 화산 원뿔이 천천히 침식되어 저항성 용암 플러그는 그대로 남게 된다. 남극 로스 섬의 버드 산의 특징인 신더 힐은 해부된 화산의 대표적인 예이다. 지질학적 시간 척도에서 최근 활동적이었던 화산, 예를 들어 일본 규슈 남부의 가이몬산과 같은 화산은 침식되지 않는 경향이 있다. 와이오밍의 데빌스 타워는 노출된 화산 플러그의 유명한 예이다.

## 화산 분화
2022년 12월 기준, 스미스소니언 협회의 글로벌 화산 프로그램 홀로세(지난 11,700년) 동안의 화산 분화 데이터베이스는 859개의 화산에서 발생한 9,901건의 확인된 분화를 나열한다. 이 데이터베이스에는 같은 기간 동안 1,113건의 불확실한 분화와 168건의 신뢰할 수 없는 분화도 나열되어 있다.

화산에서 에어로졸과 가스가 분출되는 모식도

분화 유형은 크게 마그마식, 수증기-마그마식 (수성 화산), 그리고 수증기식 분화로 나뉜다. 폭발적 화산 활동의 강도는 화산 폭발 지수 (VEI)를 사용하여 표현되며, 하와이식 분화는 0에서 초화산 분화는 8까지 범위가 있다.
- 마그마 분화는 주로 감압으로 인한 가스 방출에 의해 발생한다.[73] 용해된 가스가 거의 없는 저점성 마그마는 비교적 완만한 용암 분출을 일으킨다. 용해된 가스 함량이 높은 고점성 마그마는 격렬한 폭발적 분화를 일으킨다. 관찰된 분화 양식의 범위는 역사적인 사례에서 나타난다.
- 하와이식 분화는 가스 함량이 비교적 낮은 마픽 용암을 분출하는 화산에서 전형적으로 발생한다. 이들은 거의 전적으로 용암 분출이며, 국지적인 용암 분수와 매우 유동적인 용암류를 생성하지만 테프라는 거의 없다. 이들은 하와이 열점의 이름을 따서 명명되었다. 이 분화로 인한 분출주는 높이가 2 킬로미터 (1.2 mi)를 넘지 않는다.
- 스트롬볼리식 분화는 중간 정도의 점성과 용해된 가스 수준을 특징으로 한다. 이들은 수백 미터 높이의 분출주를 생성할 수 있는 빈번하지만 짧은 분화를 특징으로 하며, 이는 가스 슬러그에서도 볼 수 있다. 이들의 주요 생성물은 스코리아이다. 이들은 스트롬볼리의 이름을 따서 명명되었다.
- 불카노식 분화는 더욱 높은 점성과 마그마의 부분 결정화를 특징으로 하며, 마그마는 종종 중간 조성이다. 분화는 몇 시간 동안 지속되는 짧은 폭발 형태로 나타나 중앙 돔을 파괴하고 큰 용암 블록과 화산탄을 분출한다. 그 뒤를 이어 중앙 돔을 재건하는 용암 분출 단계가 이어진다. 불카노식 분화는 불카노의 이름을 따서 명명되었다. 이러한 분화로 인한 분출주는 높이가 20 킬로미터 (12 mi)를 넘지 않는다.
- 펠레식 분화는 더욱 격렬하며, 돔의 성장과 붕괴로 다양한 종류의 화산쇄설류를 생성한다. 이들은 펠레산의 이름을 따서 명명되었다.
- 플리니식 분화는 지속적인 거대한 분출주가 붕괴되어 파괴적인 화산쇄설류를 생성하는 것을 특징으로 한다. 이들은 기원후 79년 베수비오산의 플리니식 분화를 기록한 소플리니우스의 이름을 따서 명명되었다.
- 초플리니식 분화는 모든 화산 분화 중 가장 크며, 플리니식 분화보다 더 강렬하고 분출 속도가 더 빠르며, 더 높은 분출주를 형성하고 큰 칼데라를 형성할 수 있다. 이러한 분화는 유문암질 용암, 테프라, 부석, 그리고 광대한 지역을 덮고 넓은 화산재 퇴적물을 생성할 수 있는 두꺼운 화산쇄설류를 생성한다. 예로는 마자마산과 옐로스톤이 있다.
- 수증기-마그마 분화 (수성 화산)는 상승하는 마그마와 지하수의 상호작용을 특징으로 한다. 이들은 결과적으로 과열된 지하수에서 발생하는 급격한 압력 축적에 의해 발생한다.
- 수증기 분화는 뜨거운 암석이나 마그마와 접촉하는 지하수의 과열을 특징으로 한다. 분출된 물질이 모두 모암이라는 점에서 수증기-마그마 분화와 구별된다. 마그마는 분출되지 않는다.

## 화산 활동

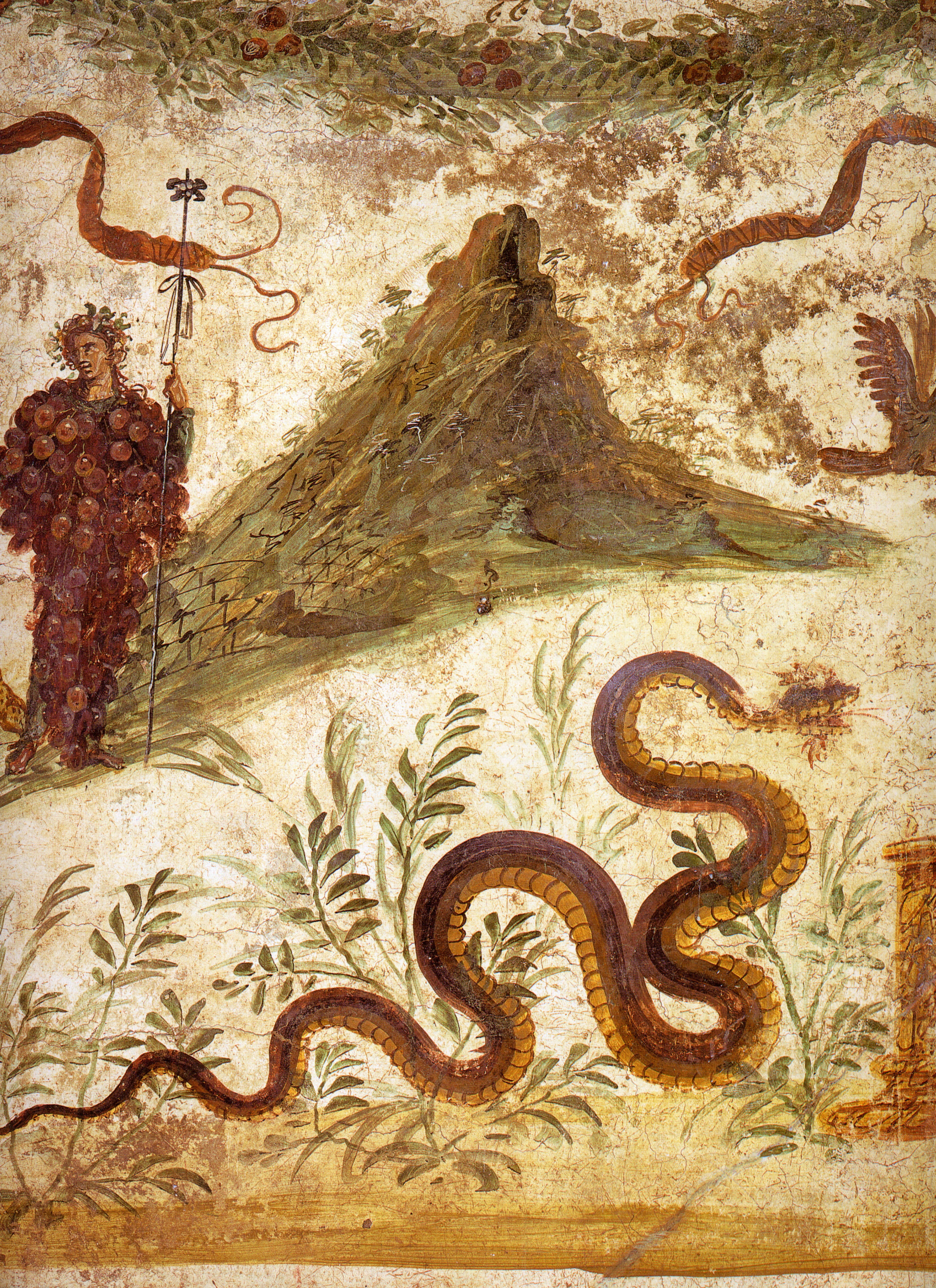
폼페이 백년의 집에서 발견된, 디오니소스와 아가토다이몬 뒤에 베수비오산이 있는 프레스코

화산은 활동 수준이 매우 다양하며, 개별 화산 시스템은 1년에 여러 번에서 수만 년에 한 번까지 다양한 분화 주기를 갖는다. 화산은 비공식적으로 분화산, 활화산, 휴면 화산, 사화산으로 나뉘지만, 이러한 용어의 정의는 화산학자들 사이에서 완전히 일치하지 않는다. 대부분의 화산의 활동 수준은 점진적인 스펙트럼에 걸쳐 있으며, 범주 간에 많은 중복이 있고 항상 이 세 가지 개별 범주 중 하나에 깔끔하게 맞지 않는다.

### 분화산
USGS는 화산 정상 분화구 벽 안에 여전히 포함되어 있는 가시적인 마그마를 포함하여, 화산의 어느 지점에서든 마그마 분출이 가시적인 경우 화산을 '분화산'(erupting)으로 정의한다.

### 활화산
화산학자들 사이에서 활화산을 어떻게 정의할지에 대한 국제적인 합의는 없지만, USGS는 지진파 발생, 지반 팽창, 또는 비정상적으로 높은 이산화탄소 또는 이산화황 농도와 같은 지하 지표가 존재할 때 화산을 활동 중으로 정의한다.
알래스카의 에지컴산 화산을 "휴면"에서 "활동"으로 재분류하는 것을 정당화하는 기사에서 알래스카 화산 관측소의 화산학자들은 화산과 관련하여 "휴면"이라는 용어가 지난 수십 년 동안 사용되지 않았으며 "현대 화산학에서는 "휴면 화산"이라는 용어가 거의 사용되지 않고 정의되지 않아 화산 백과사전 (2000)에는 용어집이나 색인에 포함되어 있지 않다"고 지적했다. 그러나 USGS는 여전히 이 용어를 광범위하게 사용한다.
이전에는 화산 활동 기록이 없는 경우 사화산으로 간주되는 경우가 많았다. 이러한 일반화는 차이텐 화산이 2008년에 예상치 못한 분화를 일으킨 것과 같이 최근에 일어난 관찰 및 더 깊은 연구와 일치하지 않는다. 현대의 화산 활동 모니터링 기술과 분화를 일으키는 요인 모델링의 개선은 왜 화산이 오랫동안 휴면 상태로 있다가 예상치 못하게 다시 활동적이 되는지에 대한 이해를 돕는 데 도움이 되었다. 분화의 가능성과 그 형태는 주로 화산 아래 마그마 저장 시스템의 상태, 분화 유발 메커니즘 및 그 시간 척도에 따라 달라진다.:95 예를 들어, 옐로스톤 칼데라는 약 70만 년의 휴지/재충전 기간을 가지며, 토바 호는 약 38만 년의 기간을 갖는다. 로마 작가들은 베수비오산을 기원후 79년의 예상치 못한 분화 이전에 정원과 포도원으로 덮여 있었다고 묘사했는데, 이 분화로 헤르쿨라네움과 폼페이 마을이 파괴되었다.
따라서 사화산과 휴면 화산(비활성)을 구별하기 어려운 경우가 있을 수 있다. 긴 화산 휴면은 경각심을 떨어뜨리는 것으로 알려져 있다.:96 피나투보산은 1991년 예상치 못한 대규모 분화 이전에 주변 지역 대부분 사람들에게 알려지지 않았고 처음에는 지진 관측도 되지 않았던 눈에 띄지 않는 화산이었다. 한때 사화산으로 생각되었지만 다시 분화 활동을 시작한 화산의 다른 두 가지 예는 1995년 활동이 재개될 때까지 사화산으로 여겨졌던 몬트세랫섬의 장기간 휴면 상태였던 수프리에르 힐 화산(그 수도인 플리머스를 유령 도시로 만들었다)과 알래스카의 포피크드 산으로, 2006년 9월 분화 이전에는 기원전 8000년 이전에 분화한 적이 없었다.

### 사화산

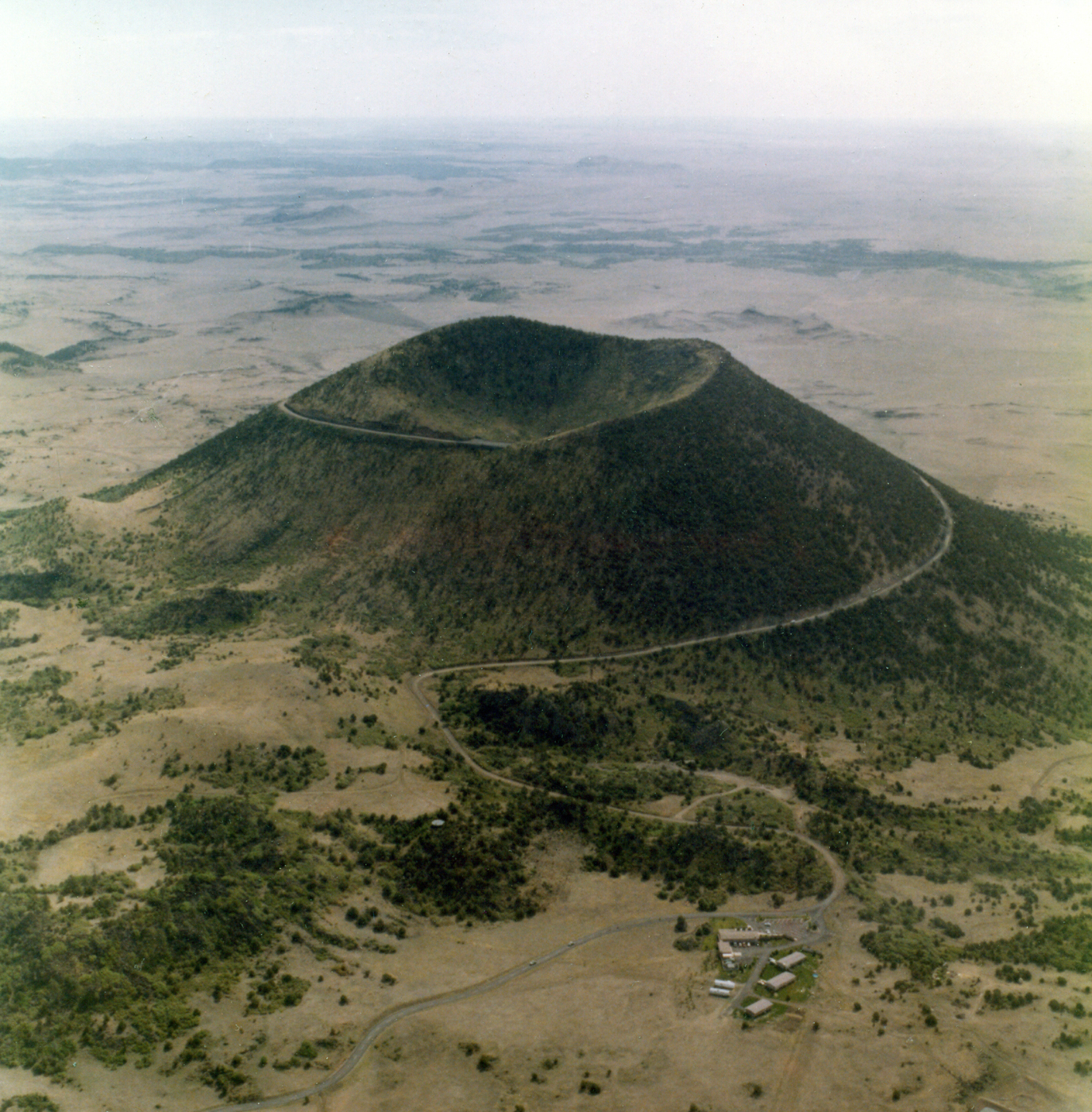
캐퓰린산 국립기념물, 뉴멕시코, 미국.

사화산은 과학자들이 화산에 더 이상 마그마 공급이 없어 다시 분화할 가능성이 낮다고 간주하는 화산이다. 사화산의 예로는 하와이-엠퍼러 해산군의 많은 화산들(일부 화산들은 활화산이지만)과 독일의 호헨트빌, 뉴멕시코주 미국의 십록, 뉴멕시코주 미국의 캐퓰린, 네덜란드의 자위트발 화산, 그리고 이탈리아의 몬테불투레와 같은 많은 화산들이 있다. 스코틀랜드의 에든버러성은 사화산 위에 위치하며 캐슬 록을 형성한다. 화산이 진정으로 사화산인지를 결정하기는 종종 어렵다. "초화산" 칼데라는 때때로 수백만 년에 걸쳐 폭발적인 수명을 가질 수 있기 때문에 수만 년 동안 분화하지 않은 칼데라는 사화산이 아닌 휴면 상태로 간주될 수 있다. 단성 화산 지역의 개별 화산은 사화산일 수 있지만, 이는 그 지역에 활성 마그마 공급이 있을 수 있으므로 완전히 새로운 화산이 거의 또는 전혀 경고 없이 근처에서 분출하지 않을 수도 있다는 의미는 아니다.

### 화산 경보 수준
화산의 세 가지 일반적인 대중적 분류는 주관적일 수 있으며, 사화산으로 여겨졌던 일부 화산이 다시 분화하기도 했다. 사람들이 화산 위 또는 근처에 살면서 위험에 처해 있다는 오해를 방지하기 위해, 각국은 화산 활동의 다양한 수준과 단계를 설명하는 새로운 분류법을 채택했다. 일부 경보 시스템은 다른 숫자나 색상을 사용하여 다른 단계를 지정한다. 다른 시스템은 색상과 단어를 사용한다. 일부 시스템은 둘 다 조합하여 사용한다.

## 10대 화산

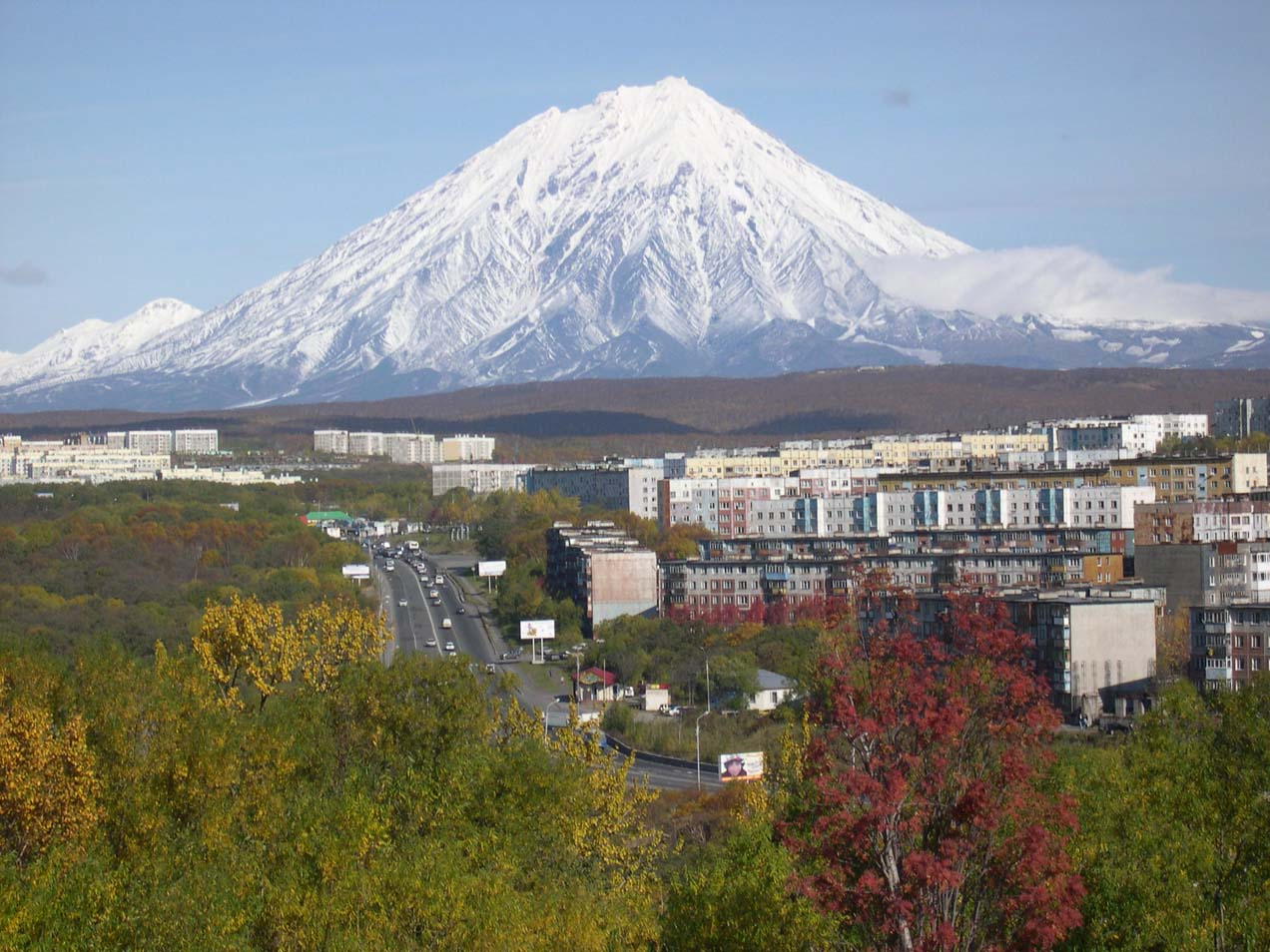
캄차카반도 러시아 극동의 페트로파블롭스크캄차츠키 위에 우뚝 솟은 코랴크산 화산.

10대 화산은 국제 화산학 및 지구 화학 협회 (IAVCEI)가 대규모 파괴적인 분화의 역사와 인구 밀집 지역과의 근접성을 고려하여 특별 연구 가치가 있다고 식별한 16개의 화산이다. 이들은 프로젝트가 유엔 후원의 자연재해 감소를 위한 국제 10년 (1990년대)의 일부로 시작되었기 때문에 10대 화산으로 명명되었다. 현재 16개의 10대 화산은 다음과 같다.
- 아바친스키산-코랴크산 (함께 그룹화), 캄차카반도, 러시아
- 네바도 데 콜리마, 할리스코주 및 콜리마주, 멕시코
- 에트나산, 시칠리아, 이탈리아
- 갈레라스산, 나리뇨주, 콜롬비아
- 마우나로아산, 하와이, 미국
- 므라피산, 중앙자바주, 인도네시아
- 니라공고산, 콩고 민주 공화국
- 레이니어산, 워싱턴주, 미국
- 사쿠라지마섬, 가고시마현, 일본
- 산타 마리아/산티아구이토, 과테말라
- 산토리니섬, 키클라데스 제도, 그리스
- 탈 화산, 루손섬, 필리핀
- 테이데산, 카나리아 제도, 스페인
- 울라원, 뉴브리튼섬, 파푸아뉴기니
- 운젠산, 나가사키현, 일본
- 베수비오산, 나폴리현, 이탈리아

심지구 탄소 탈가스 프로젝트는 심부 탄소 관측소의 이니셔티브로, 10대 화산 중 두 곳을 포함한 9개의 화산을 모니터링한다. 심지구 탄소 탈가스 프로젝트의 초점은 다성분 가스 분석기 시스템 장비를 사용하여 실시간으로 고해상도로 CO~2~/SO~2~ 비율을 측정하여 상승하는 마그마의 사전 분출 가스 방출을 감지하고 화산 활동 예측을 개선하는 것이다.

## 화산과 인간

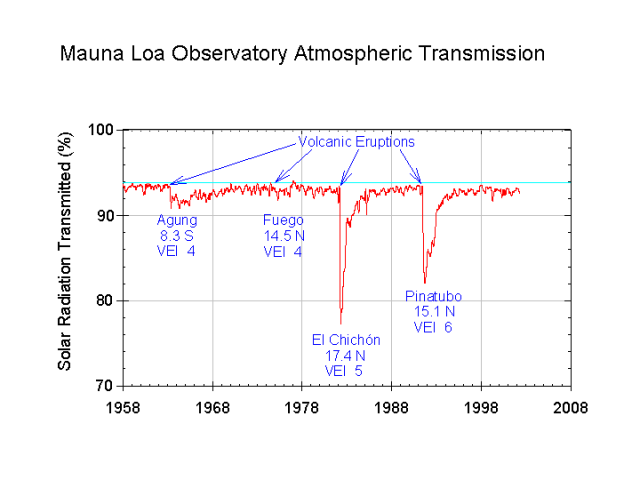
1958-2008년 태양 복사 그래프. 주요 화산 분화 후 복사량이 감소하는 것을 보여준다.

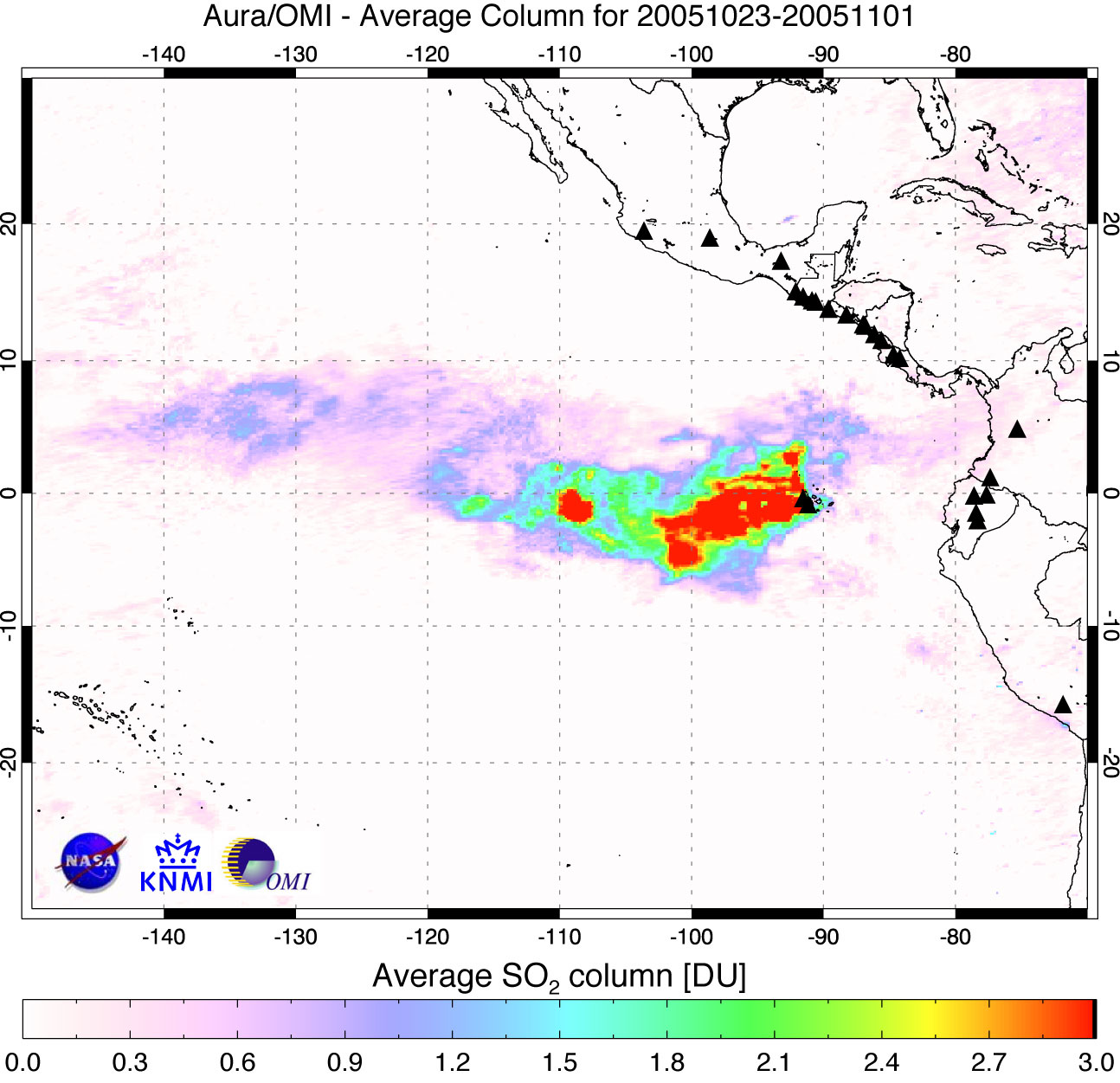
2005년 10월 갈라파고스 제도 시에라 네그라 화산 분화 중 이산화황 농도.

화산 분화는 인류 문명에 상당한 위협이 된다. 그러나 화산 활동은 또한 인간에게 중요한 자원을 제공해왔다.

### 위험
화산 분화의 종류와 관련된 활동은 다양하다. 수증기 분화(증기 발생 분화), 고실리카 용암(예: 유문암)의 폭발 분화, 저실리카 용암(예: 현무암)의 용암 분출, 부문 붕괴, 화산쇄설류, 이류(토사류), 화산 가스 배출 등이 있다. 이들은 인간에게 위험을 초래할 수 있다. 지진, 온천, 분기공, 머드팟, 간헐천은 종종 화산 활동을 동반한다.
화산 가스는 성층권에 도달하여 황산 에어로졸을 형성할 수 있으며, 이는 태양 복사를 반사하고 지표면 온도를 크게 낮출 수 있다. 성층권의 황산염 에어로졸의 화학 반응은 오존층을 손상시킬 수 있으며, 염화수소(HCl) 및 플루오린화수소(HF)와 같은 산은 산성비로 지상에 떨어질 수 있다. 과도한 플루오린염은 아이슬란드에서 여러 차례 가축을 중독시켰다.(pp.  39–58 ) 폭발적 화산 분화는 온실 가스인 이산화 탄소를 방출하여 생지화학적 순환을 위한 깊은 탄소 공급원을 제공한다.
분화로 공중으로 방출된 화산재는 항공기, 특히 고온에서 작동하는 제트 항공기에 위험을 초래할 수 있다. 녹은 입자는 터빈 날개에 달라붙어 모양을 변형시켜 터빈 작동을 방해할 수 있다. 이는 항공 운송에 큰 혼란을 야기할 수 있다.

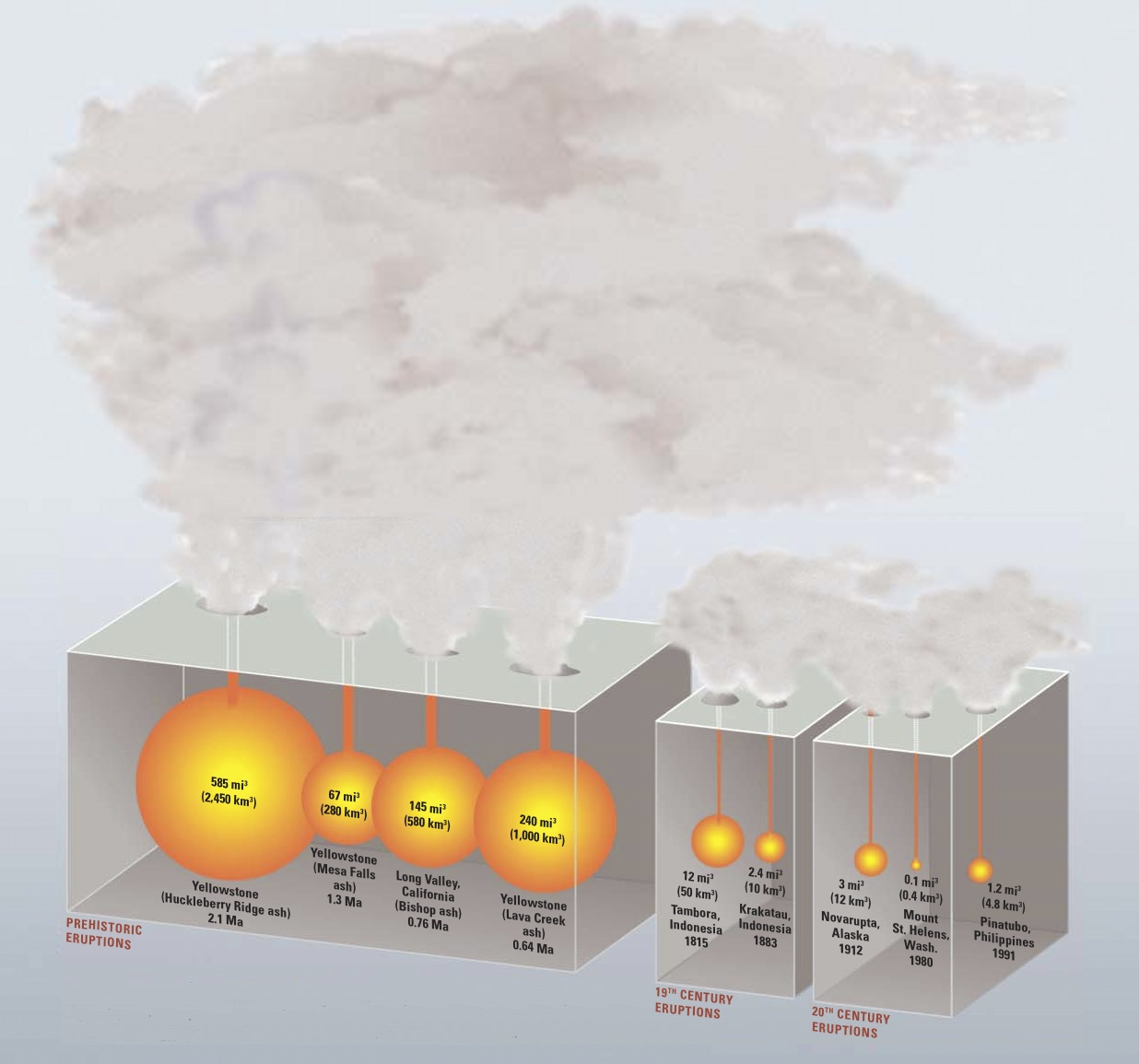
미국 선사 시대 주요 분화(VEI 7, 8)와 19세기 및 20세기 주요 역사적 화산 분화(VEI 5, 6, 7) 비교. 왼쪽부터: 옐로스톤 2.1 Ma, 옐로스톤 1.3 Ma, 롱 밸리 6.26 Ma, 옐로스톤 0.64 Ma. 19세기 분화: 탐보라 1815, 크라카타우 1883. 20세기 분화: 노바럽타 1912, 세인트 헬렌스 1980, 피나투보 1991.

화산 겨울은 약 7만 년 전 인도네시아 수마트라 섬의 토바 호수 초화산 폭발 이후 발생한 것으로 추정된다. 이는 오늘날 모든 인류의 유전적 유산에 영향을 미친 인구 병목 현상을 초래했을 수 있다. 화산 분화는 오르도비스기 말, 페름기-트라이아스기 대멸종, 데본기 후기 대멸종과 같은 주요 멸종 사건에 기여했을 수 있다.
1815년 탐보라산 분화는 북미와 유럽 날씨에 미친 영향 때문에 "여름 없는 해"로 알려지게 된 전 지구적인 기후 이상을 일으켰다. 북유럽에 광범위한 기근을 초래한 1740-41년의 혹독한 겨울 또한 화산 분화에서 비롯되었을 수 있다.

### 혜택
화산 분화는 인간에게 상당한 위험을 초래하지만, 과거의 화산 활동은 중요한 경제 자원을 만들어냈다. 화산재로 형성된 응회암은 비교적 연한 암석이며, 고대부터 건축 자재로 사용되어 왔다. 로마인들은 이탈리아에 풍부한 응회암을 건축에 자주 사용했다. 라파 누이족은 응회암을 사용하여 이스터섬의 모아이 조각상 대부분을 만들었다.
화산재와 풍화된 현무암은 철, 마그네슘, 칼륨, 칼슘, 인과 같은 영양소가 풍부하여 세계에서 가장 비옥한 토양을 생산한다. 화산 활동은 금속 광석과 같은 귀중한 광물 자원의 매장지를 형성하는 원인이다. 이는 지구 내부로부터 높은 열 흐름과 함께 발생한다. 이를 지열 발전으로 활용할 수 있다.
화산과 관련된 관광 산업도 전 세계적으로 이루어지고 있다.

### 안전 고려사항
인간 정착지 근처에 있는 많은 화산은 인근 주민들에게 임박한 분화에 대한 적절한 사전 경고를 제공하기 위해 집중적으로 모니터링된다. 또한 현대 화산학에 대한 더 나은 이해는 예상치 못한 화산 활동에 대한 정부 및 대중의 대응을 더 잘 알려주게 했다. 화산학이 미래의 정확한 분화 시간과 날짜를 예측할 수는 없지만, 적절히 모니터링되는 화산에서는 진행 중인 화산 지표 모니터링이 분화 전에 최소 몇 시간, 일반적으로 며칠 동안 임박한 분화를 예측할 수 있는 경우가 많다. 화산의 다양성과 복잡성은 예상 가능한 미래의 분화 예측이 확률론과 위험 관리 적용에 기반할 것임을 의미한다. 심지어 그때에도 일부 분화는 유용한 경고를 제공하지 않을 것이다. 이에 대한 예는 2017년 3월에 발생했다. 관광객 그룹이 예측 가능한 것으로 추정되는 에트나산 분화를 목격하고 있었는데, 흐르는 용암이 눈과 접촉하여 상황적 수증기 폭발을 일으켜 10명이 부상을 입었다. 다른 유형의 중요한 분화는 지진 모니터링에 의해 최대 몇 시간의 유용한 경고를 주는 것으로 알려져 있다. 수만 년의 휴지 기간을 가지고 잠재적으로 경고 시간을 단축할 수 있는 빠른 재충전 가능성을 가진 마그마굄이 중앙 유럽에서 가장 젊은 화산 아래에 있다는 최근의 시연은 더 세심한 모니터링이 유용할 것인지를 알려주지 않는다.
과학자들은 위험을 사회적 요소와 함께 지역 주민들 및 그들을 대신하여 사회적 위험 평가를 수행하는 사람들보다 다르게 인식하며, 따라서 혼란스러운 오경보와 재난 발생 시 소급 비난이 계속 발생할 것이라는 점은 알려져 있다.(pp.  1–3 )
따라서 많은 경우 화산 분화가 여전히 주요 재산 피해를 유발할 수 있지만, 한때 많은 화산 분화와 관련되었던 주기적인 대규모 인명 손실은 화산이 적절하게 모니터링되는 지역에서는 최근 크게 감소했다. 이러한 인명 구호 능력은 화산 활동 모니터링 프로그램을 통해, 그리고 현대 화산학에 대한 더 나은 지식과 휴대 전화와 같은 개선된 통신 기술을 기반으로 지역 관리들이 적시에 대피를 촉진하는 능력을 향상시킨 데서 비롯된다. 이러한 운영은 pending 분화 전에 최소한 생명이라도 구출할 수 있는 충분한 시간을 인간에게 제공하는 경향이 있다. 최근 성공적인 화산 대피의 한 예는 1991년 피나투보산 대피였다. 이 대피는 2만 명의 생명을 구한 것으로 알려져 있다. 에트나산의 경우, 2021년 검토 결과 1536년 이후 분화로 인한 사망자가 77명이었지만 1987년 이후로는 사망자가 없었다.
인근 화산 활동으로 인한 위험에 대해 우려하는 시민들은 해당 지역 정부 당국이 사용하는 화산 모니터링 및 대중 통보 절차의 유형과 품질에 대해 숙지해야 한다.

## 다른 천체에서의 화산

트바슈타르 화산이 목성의 위성 이오 표면 위 330 km 높이까지 플룸(plume)을 분출하는 모습.

지구의 달에는 대규모 화산이 없고 현재 화산 활동도 없지만, 최근 증거에 따르면 여전히 부분적으로 녹은 핵을 가지고 있을 수 있다. 그러나 달에는 달의 바다(달에서 보이는 더 어두운 부분), 월면구 및 월면 돔과 같은 여러 화산 지형이 있다.
금성은 표면의 90%가 현무암으로 이루어져 있어 화산 활동이 표면 형성에 중요한 역할을 했음을 시사한다. 표면의 충돌구 밀도로 미루어 보아 약 5억 년 전에 대규모 전 지구적인 표면 재형성 사건이 있었을 수 있다. 용암류는 널리 퍼져 있으며 지구에는 없는 화산 형태도 발생한다. 행성의 대기 변화와 번개 관측은 현재 진행 중인 화산 분출에 기인한 것으로 여겨지지만, 금성이 여전히 화산 활동을 하고 있는지 여부는 확인되지 않았다. 그러나 마젤란 탐사선의 레이더 탐사는 금성에서 가장 높은 화산인 마트몬스에서 비교적 최근의 화산 활동의 증거를 보여주었다. 정상 근처와 북쪽 측면에 화산재류 형태이다. 그러나 화산재류 해석은 의문이 제기되었다.

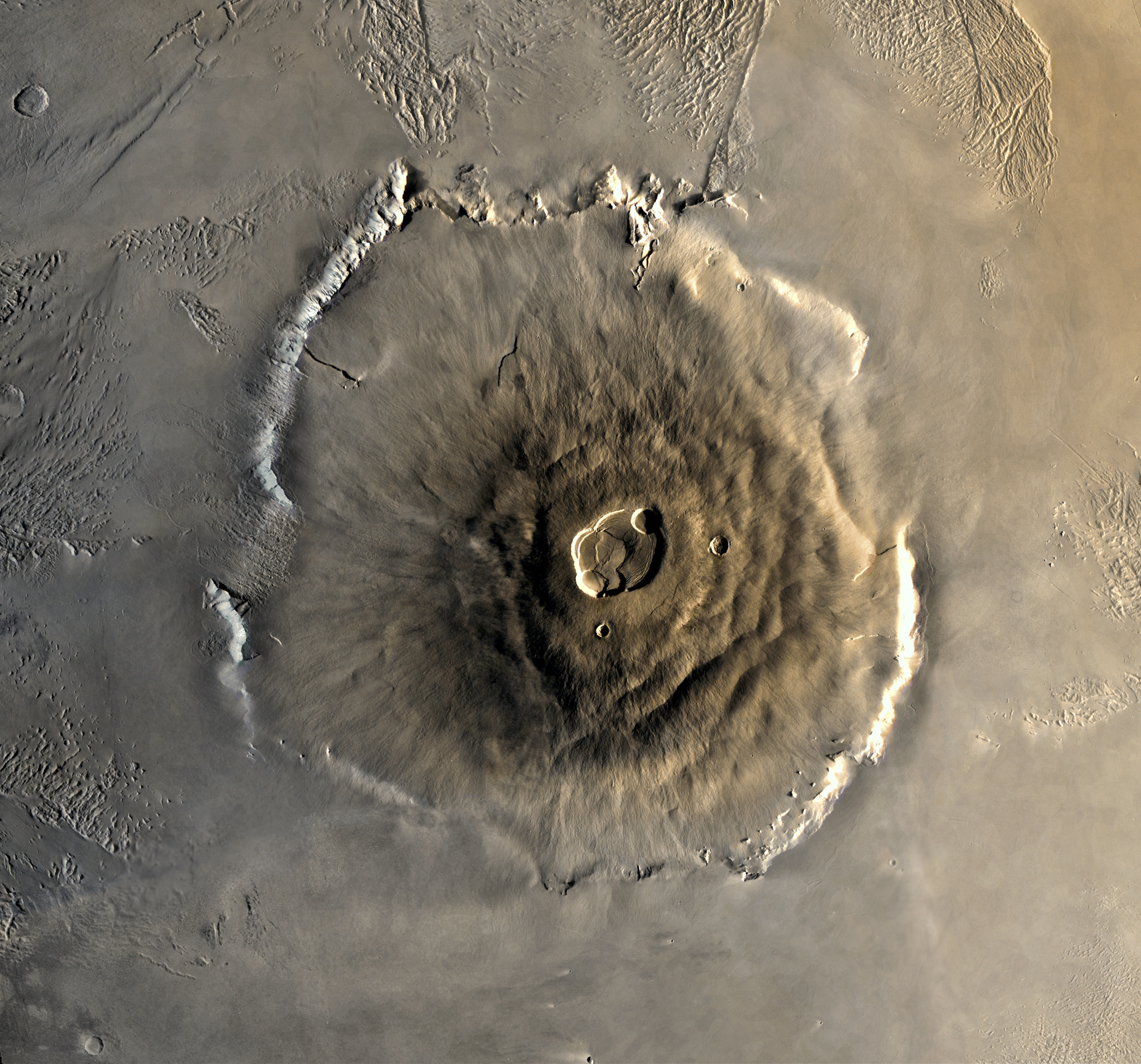
화성에 위치한 올림푸스산 (라틴어 'Mount Olympus')은 태양계에서 가장 높은 산으로 알려져 있다.

화성에는 여러 개의 사화산이 있으며, 그 중 4개는 지구의 어떤 화산보다 훨씬 거대한 순상 화산이다. 이 화산에는 아르시아몬스, 아스크라우스몬스, 헤카테스 토루스, 올림푸스산, 파보니오스몬스가 포함된다. 이 화산들은 수백만 년 동안 사화산이었지만, 유럽 우주국 마스 익스프레스 탐사선은 화성에서도 최근 화산 활동이 발생했을 수 있다는 증거를 발견했다.
목성의 자연위성 이오는 목성과의 조석 상호 작용으로 인해 태양계에서 가장 화산 활동이 활발한 천체이다. 이오는 황, 이산화 황, 규산염 암석을 분출하는 화산으로 덮여 있으며, 그 결과 이오는 끊임없이 표면이 재형성되고 있다. 이오의 용암은 태양계에서 알려진 것 중 가장 뜨거우며 온도가 1,800K (1,500°C)를 초과한다. 2001년 2월, 태양계에서 기록된 가장 큰 화산 분화가 이오에서 발생했다. 목성의 갈릴레이 위성 중 가장 작은 유로파도 활발한 화산 시스템을 가지고 있는 것으로 보이지만, 화산 활동은 전적으로 물의 형태로 나타나고 추운 표면에서 얼음으로 얼어붙는다. 이 과정은 극저온 화산으로 알려져 있으며, 외행성의 위성에서 가장 흔하게 나타나는 것으로 보인다.
1989년 보이저 2호 우주선은 해왕성의 위성 트리톤에서 극저온 화산 (얼음 화산)을 관측했으며, 2005년 카시니-하위헌스 탐사선은 토성의 위성 엔셀라두스에서 얼어붙은 입자가 분출되는 분수를 촬영했다. 분출물은 물, 액체 질소, 암모니아, 먼지, 또는 메탄 화합물로 구성될 수 있다. 카시니-하위헌스는 또한 토성의 위성 타이탄에서 메탄을 분출하는 극저온 화산의 증거를 발견했으며, 이는 타이탄 대기에서 발견되는 메탄의 중요한 원천으로 여겨진다. 극저온 화산 활동은 카이퍼대 천체 쿼오어에도 존재할 수 있다고 이론화된다.
2009년 통과법으로 발견된 외계 행성 코로트-7b에 대한 2010년 연구는 행성에 매우 가까운 모항성과 이웃 행성으로부터 오는 조석열이 이오에서 발견되는 것과 유사한 강렬한 화산 활동을 일으킬 수 있다고 시사했다.

## 화산 이해의 역사
화산은 지구 표면에 균일하게 분포되어 있지 않지만, 인간 역사 초기부터 상당한 영향을 미치는 활화산을 마주쳤다. 동아프리카 화산재에서 발견된 366만 년 된 호미니나 발자국이 이를 증명한다.:{{{1}}} 화산을 불과 재앙과 연결하는 것은 많은 구전 전통에서 발견되며, 화산 관련 개념의 첫 서면 기록 이전에 종교적, 사회적 중요성을 가졌다. 예로는 다음과 같다. (1) 아사바스칸 문화권에서 인간이 산 안에 살고 산에서 탈출하기 위해 불을 사용하는 여성에 대한 이야기,:{{{1}}} (2) 펠레가 하와이 섬 사슬을 통해 이동하고 숲을 파괴하는 능력과 신의 분노의 표현, (3) 자바 신화에서 므라피산 화산에 거주하는 왕과 지금은 화산과 상호 작용하는 지진 단층인 약 50 km (31 mi) 떨어진 해변에 거주하는 여왕의 연결.
많은 고대 기록은 화산 분화를 초자연적인 원인, 예를 들어 신이나 데미갓의 행동으로 돌렸다. 가장 오래된 알려진 예는 차탈회위크의 신석기 시대 여신이다. 고대 그리스의 신 헤파이스토스와 저승의 개념은 그리스 문화에서 화산과 일치한다.
그러나 다른 이들은 화산 활동의 더 자연적인 (하지만 여전히 부정확한) 원인을 제안했다. 기원전 5세기에 아낙사고라스는 대규모 바람이 분화를 일으킨다고 제안했다. 기원후 65년까지 소세네카는 연소를 원인으로 제안했으며, 이는 예수회 사제인 아타나시우스 키르허 (1602–1680)도 채택한 아이디어였다. 그는 에트나산과 스트롬볼리의 분화를 목격하고 베수비오산의 분화구를 방문한 후 그의 저서 지하세계에서 지구의 핵이 불타고 있으며 화산을 일종의 안전 밸브로 묘사하는 수많은 다른 불과 연결되어 있다고 주장했다. 에드워드 조던은 그의 광천수에 대한 연구에서 이러한 견해에 이의를 제기했다. 1632년에 그는 지구 내부의 열원으로 황 "발효"를 제안했다. 천문학자 요하네스 케플러 (1571–1630)는 화산을 지구의 눈물 통로로 믿었다. 1650년, 르네 데카르트는 지구의 핵이 incandescent하다고 제안했으며, 1785년까지 데카르트 등의 연구는 제임스 허턴의 마그마 화성암에 대한 저서에서 지질학으로 통합되었다. 라자로 스팔란차니는 1794년까지 증기 폭발이 폭발적인 분화를 일으킬 수 있음을 입증했으며, 많은 지질학자들은 이를 1886년 타라웨라산 분화 이전까지 폭발적인 분화의 보편적인 원인으로 여겼다. 이 분화는 한 번에 동시 발생하는 수증기-마그마 분화 및 열수 분화와 건조 폭발 분화, 그리고 결과적으로 현무암 암맥의 차이를 구별하게 해주었다.:16–18:4 알프레드 라크루아는 1902년 펠레산 분화에 대한 연구와 함께 다른 지식을 바탕으로 연구했으며, 1928년까지 아서 홈스의 연구는 방사성 열 생성, 지구의 맨틀 구조, 마그마의 부분 감압 용융, 마그마 대류 개념을 통합했다. 이는 결국 판 구조론의 수용으로 이어졌다.

## 같이 보기
- 분화 (화산학)
- 사화산
- 휴화산
- 활화산
- 해저화산
- 화산섬

## 추가 자료
- Macdonald, Gordon; Abbott, Agatin (1970). 《Volcanoes in the Sea: The Geology of Hawaii》. University of Hawaii Press. ISBN 978-0-870-22495-9.
- Marti, Joan; Ernst, Gerald. (2005). 《Volcanoes and the Environment》. Cambridge University Press. ISBN 978-0-521-59254-3.
- Ollier, Cliff (1969). 《Volcanoes》. Australian National University Press. ISBN 978-0-7081-0532-0.
- Sigurðsson, Haraldur, 편집. (2015). 《The Encyclopedia of Volcanoes》 2판. Academic Press. ISBN 978-0-12-385938-9. 이 책은 지질학자를 대상으로 하지만 많은 글이 일반인도 이해할 수 있다.